# Guerre des huit princes
La guerre des Huit Princes ou rébellion des Huit Rois ou rébellion des Huit Princes (chinois simplifié : 八王之乱 ; chinois traditionnel : 八王之亂 ; pinyin : bā wáng zhī luàn ; Wade : pa wang chih luan) est une série de coups d'états et de guerres civiles entre rois/princes ( wáng 王) de la dynastie Jin, qui ont lieu entre 291 et 306. L'élément déclencheur de cette série de conflits est la régence de l'empire, l'empereur au pouvoir, Jin Huidi, souffrant d'un Handicap mental qui le rend incapable de gérer les affaires de la Chine. Le terme "guerre des Huit princes" provient des biographies des huit princes qui sont rassemblées dans le chapitre 59 du livre des Jin ( Jin Shu 晋书).
Mais ce terme est quelque peu erronée : plutôt qu'un conflit continu, la guerre des Huit Princes est une alternance de périodes de paix, entrecoupés de courtes et intenses périodes de conflit interne. À aucun moment du conflit, les huit princes ne se retrouvent en train de combattre simultanément, contrairement, par exemple, a ce qui se passe durant la rébellion des sept États. De plus, les conflits qui précédent la coalition contre Sima Lun en 301 ne peuvent pas non plus être considérés comme des guerres, mais plutôt comme une série d'intrigues politiques et de coups d'État. La traduction littérale de l'expression du Jin Shu, qui signifie "troubles des huit Princes", reflète mieux la réalité de la situation que le mot "guerre".
Alors que les premiers conflits restent d'une importance relativement mineure et sont limités à la capitale impériale de Luoyang et à ses environs, la guerre s'étend à chaque intervention d'un nouveau prince. Ces conflits a répétition finissent par ouvrir la voie à toute une série de révoltes, principalement au sein des peuples nomades sédentarisé de force dans la plaine centrale a la fin de la dynastie Han et durant la période des trois royaumes. Finalement, cette série de conflits dévaste le cœur même de l'empire des Jin en Chine du Nord et la quasi-vacance du pouvoir permet à Liu Yuan, un général Xiongnu, de se déclarer indépendant et de fonder le royaume du Han Zhao. En 311, son neveu Liu Yao s'empare de Luoyang, date qui marque la fin des Jin occidentaux, ainsi que le début de la Dynastie Jin de l'Est dans le sud et de la période des Seize Royaumes dans le nord de la Chine.

## Les principaux protagonistes
Même si de nombreux princes ont été impliqués dans ce conflit, les huit principaux acteurs de cette guerre sont :
| Prince               | Titre                                   | Parenté                            | Naissance et décès |
| -------------------- | --------------------------------------- | ---------------------------------- | ------------------ |
| Sima Liang           | Prince Wencheng de Runan (ch. 汝南王)   | fils de Sima Yi                    | ?–Juil 291         |
| Sima Wei             | Prince Yin de Chu (ch. 楚王)            | fils de l'empereur Wudi            | 271–Juil 291       |
| Sima Lun             | Prince de Zhao (ch. 趙王)               | fils de Sima Yi                    | ?–Juin 301         |
| Sima Jiong           | Prince Wumin de Qi (ch. 齊王)           | neveu de l'empereur Wudi           | ?–Janv 303         |
| Sima Ai (ou Sima Yi) | Prince Li de Changsha (ch. 長沙王)      | fils de l'empereur Wudi            | 277–Mars 304       |
| Sima Ying            | Prince de Chengdu (ch. 成都王)          | fils de l'empereur Wudi            | 279–306            |
| Sima Yong            | Prince de Hejian (ch. 河間王)           | lointain cousin de l'empereur Wudi | ?–Janv 307         |
| Sima Yue             | Prince Xiaoxian de Donghai (ch. 東海王) | lointain cousin de l'empereur Wudi | ?–Avr 311          |

En plus des princes, l'empereur Jin Huidi, le corégent Yang Jun,l'impératrice douairière Yang Zhi, l'impératrice Jia Nanfeng et le ministre principal Wei Guan sont également impliqués dans ce conflit. Il est également important de noter que les titres des princes et les fiefs qui leur sont associés ne correspondent pas à leurs bases d'opérations respectives. Ainsi, bien que Sima Ying soit le prince de Chengdu, il opère principalement depuis Ye et n'est jamais à proximité de son fief, tandis que Sima Yong, le prince de Hejian, reste la plupart du temps dans les environs de Chang'an. Seul Sima Yue utilise son fief de Donghai comme base arrière pendant le conflit. Enfin, chacun des autres princes se trouve à Luoyang lorsqu'il voit son pouvoir atteindre son apogée.
Le conflit peut être divisé en deux parties : 
- La première période (290-291) concerne principalement la lutte de pouvoir entre les clans Yang et Jia qui se disputent la tutelle de l'empereur Hui, une fois que ce dernier a accédé au trône. Parmi les Huit princes, Sima Liang et Sima Wei sont les deux seuls à être impliqués durant cette période, et les combats se limitent à des coups d'État dans la capitale, Luoyang.

- La seconde et dernière période (300-306) commence après la chute du clan Jia, qui exerce le pouvoir pendant une décennie au sein de la cour impériale en utilisant l'empereur Hui comme homme de paille, avant d'être déposé par Sima Lun en 300. Cette période, en particulier après l'usurpation du pouvoir par Sima Lun en février 301, voit le passage de coups d'état à une série de guerres civiles dans le nord de la Chine, l'empereur Hui changeant plusieurs fois de "tuteur" au profit des six princes restants.

### Arbre généalogique des Huit Princes
Légende de l'arbre :
Cadre jaune : Empereurs
Cadre rouge : Les Huit Princes
- - - - : Les lignes en pointillées représentent une adoption
|                                                         |                                                         |                                                         |                                                         |                                                         |                                                         |  |  |                                              |                                              |                                              |                                              |                                              |                                              |  |  |                                                        |                                                        |                                                        |                                                        |                                                        |                                                        |  |  | Sima Fang 司馬防 149–219                               |                                                        |                                                        |                                                        |                                                        |                                                        |  |  |                                       |                                       |                                       |                                       |                                       |                                       |  |  |                                                        |                                                        |                                                        |                                                        |                                                        |                                                        |  |  |                                               |                                               |                                               |                                               |                                               |                                               |  |  |                                                   |                                                   |                                                   |                                                   |                                                   |                                                   |  |  |  |  |  |  |  |  |  |  |  |  |  |  |  |  |  |  |  |  |  |  |  |  |  |  |  |  |  |  |  |  |  |  |  |  |  |  |  |  |  |  |  |  |  |  |  |  |  |  |  |  |  |  |  |  |
|                                                         |                                                         |                                                         |                                                         |                                                         |                                                         |  |  |                                              |                                              |                                              |                                              |                                              |                                              |  |  |                                                        |                                                        |                                                        |                                                        |                                                        |                                                        |  |  |                                                        |                                                        |                                                        |                                                        |                                                        |                                                        |  |  |                                       |                                       |                                       |                                       |                                       |                                       |  |  |                                                        |                                                        |                                                        |                                                        |                                                        |                                                        |  |  |                                               |                                               |                                               |                                               |                                               |                                               |  |  |                                                   |                                                   |                                                   |                                                   |                                                   |                                                   |  |  |  |  |  |  |  |  |  |  |  |  |  |  |  |  |  |  |  |  |  |  |  |  |  |  |  |  |  |  |  |  |  |  |  |  |  |  |  |  |  |  |  |  |  |  |  |  |  |  |  |  |  |  |  |  |
|                                                         |                                                         |                                                         |                                                         |                                                         |                                                         |  |  |                                              |                                              |                                              |                                              |                                              |                                              |  |  |                                                        |                                                        |                                                        |                                                        |                                                        |                                                        |  |  |                                                        |                                                        |                                                        |                                                        |                                                        |                                                        |  |  |                                       |                                       |                                       |                                       |                                       |                                       |  |  |                                                        |                                                        |                                                        |                                                        |                                                        |                                                        |  |  |                                               |                                               |                                               |                                               |                                               |                                               |  |  |                                                   |                                                   |                                                   |                                                   |                                                   |                                                   |  |  |  |  |  |  |  |  |  |  |  |  |  |  |  |  |  |  |  |  |  |  |  |  |  |  |  |  |  |  |  |  |  |  |  |  |  |  |  |  |  |  |  |  |  |  |  |  |  |  |  |  |  |  |  |  |
| Sima Lang 司馬朗 171–217                                | Sima Lang 司馬朗 171–217                                | Sima Lang 司馬朗 171–217                                | Sima Lang 司馬朗 171–217                                | Sima Lang 司馬朗 171–217                                | Sima Lang 司馬朗 171–217                                |  |  | Sima Fu 司馬孚 180–272 Prince Xian d'Anping  | Sima Fu 司馬孚 180–272 Prince Xian d'Anping  | Sima Fu 司馬孚 180–272 Prince Xian d'Anping  | Sima Fu 司馬孚 180–272 Prince Xian d'Anping  | Sima Fu 司馬孚 180–272 Prince Xian d'Anping  | Sima Fu 司馬孚 180–272 Prince Xian d'Anping  |  |  |                                                        |                                                        |                                                        |                                                        |                                                        |                                                        |  |  | Sima Yi 司馬懿 179–251 Empereur Xuan A titre Posthume  | Sima Yi 司馬懿 179–251 Empereur Xuan A titre Posthume  | Sima Yi 司馬懿 179–251 Empereur Xuan A titre Posthume  | Sima Yi 司馬懿 179–251 Empereur Xuan A titre Posthume  | Sima Yi 司馬懿 179–251 Empereur Xuan A titre Posthume  | Sima Yi 司馬懿 179–251 Empereur Xuan A titre Posthume  |  |  |                                       |                                       |                                       |                                       |                                       |                                       |  |  |                                                        |                                                        |                                                        |                                                        |                                                        |                                                        |  |  |                                               |                                               |                                               |                                               |                                               |                                               |  |  | Sima Kui 司馬馗                                   | Sima Kui 司馬馗                                   | Sima Kui 司馬馗                                   | Sima Kui 司馬馗                                   | Sima Kui 司馬馗                                   | Sima Kui 司馬馗                                   |  |  |  |  |  |  |  |  |  |  |  |  |  |  |  |  |  |  |  |  |  |  |  |  |  |  |  |  |  |  |  |  |  |  |  |  |  |  |  |  |  |  |  |  |  |  |  |  |  |  |  |  |  |  |  |  |
| Sima Lang 司馬朗 171–217                                | Sima Lang 司馬朗 171–217                                | Sima Lang 司馬朗 171–217                                | Sima Lang 司馬朗 171–217                                | Sima Lang 司馬朗 171–217                                | Sima Lang 司馬朗 171–217                                |  |  | Sima Fu 司馬孚 180–272 Prince Xian d'Anping  | Sima Fu 司馬孚 180–272 Prince Xian d'Anping  | Sima Fu 司馬孚 180–272 Prince Xian d'Anping  | Sima Fu 司馬孚 180–272 Prince Xian d'Anping  | Sima Fu 司馬孚 180–272 Prince Xian d'Anping  | Sima Fu 司馬孚 180–272 Prince Xian d'Anping  |  |  |                                                        |                                                        |                                                        |                                                        |                                                        |                                                        |  |  | Sima Yi 司馬懿 179–251 Empereur Xuan A titre Posthume  | Sima Yi 司馬懿 179–251 Empereur Xuan A titre Posthume  | Sima Yi 司馬懿 179–251 Empereur Xuan A titre Posthume  | Sima Yi 司馬懿 179–251 Empereur Xuan A titre Posthume  | Sima Yi 司馬懿 179–251 Empereur Xuan A titre Posthume  | Sima Yi 司馬懿 179–251 Empereur Xuan A titre Posthume  |  |  |                                       |                                       |                                       |                                       |                                       |                                       |  |  |                                                        |                                                        |                                                        |                                                        |                                                        |                                                        |  |  |                                               |                                               |                                               |                                               |                                               |                                               |  |  | Sima Kui 司馬馗                                   | Sima Kui 司馬馗                                   | Sima Kui 司馬馗                                   | Sima Kui 司馬馗                                   | Sima Kui 司馬馗                                   | Sima Kui 司馬馗                                   |  |  |  |  |  |  |  |  |  |  |  |  |  |  |  |  |  |  |  |  |  |  |  |  |  |  |  |  |  |  |  |  |  |  |  |  |  |  |  |  |  |  |  |  |  |  |  |  |  |  |  |  |  |  |  |  |
|                                                         |                                                         |                                                         |                                                         |                                                         |                                                         |  |  |                                              |                                              |                                              |                                              |                                              |                                              |  |  |                                                        |                                                        |                                                        |                                                        |                                                        |                                                        |  |  |                                                        |                                                        |                                                        |                                                        |                                                        |                                                        |  |  |                                       |                                       |                                       |                                       |                                       |                                       |  |  |                                                        |                                                        |                                                        |                                                        |                                                        |                                                        |  |  |                                               |                                               |                                               |                                               |                                               |                                               |  |  |                                                   |                                                   |                                                   |                                                   |                                                   |                                                   |  |  |  |  |  |  |  |  |  |  |  |  |  |  |  |  |  |  |  |  |  |  |  |  |  |  |  |  |  |  |  |  |  |  |  |  |  |  |  |  |  |  |  |  |  |  |  |  |  |  |  |  |  |  |  |  |
| Sima Wang 司馬望 205–271 Prince Cheng de Yiyang         | Sima Wang 司馬望 205–271 Prince Cheng de Yiyang         | Sima Wang 司馬望 205–271 Prince Cheng de Yiyang         | Sima Wang 司馬望 205–271 Prince Cheng de Yiyang         | Sima Wang 司馬望 205–271 Prince Cheng de Yiyang         | Sima Wang 司馬望 205–271 Prince Cheng de Yiyang         |  |  | Sima Gui 司馬瓌 d. 274 Prince Lie de Taiyuan | Sima Gui 司馬瓌 d. 274 Prince Lie de Taiyuan | Sima Gui 司馬瓌 d. 274 Prince Lie de Taiyuan | Sima Gui 司馬瓌 d. 274 Prince Lie de Taiyuan | Sima Gui 司馬瓌 d. 274 Prince Lie de Taiyuan | Sima Gui 司馬瓌 d. 274 Prince Lie de Taiyuan |  |  | Sima Zhao 司馬昭 211–265 Empereur Wen A titre Posthume | Sima Zhao 司馬昭 211–265 Empereur Wen A titre Posthume | Sima Zhao 司馬昭 211–265 Empereur Wen A titre Posthume | Sima Zhao 司馬昭 211–265 Empereur Wen A titre Posthume | Sima Zhao 司馬昭 211–265 Empereur Wen A titre Posthume | Sima Zhao 司馬昭 211–265 Empereur Wen A titre Posthume |  |  | Sima Liang 司馬亮 d. 291 Prince Wencheng de Runan      | Sima Liang 司馬亮 d. 291 Prince Wencheng de Runan      | Sima Liang 司馬亮 d. 291 Prince Wencheng de Runan      | Sima Liang 司馬亮 d. 291 Prince Wencheng de Runan      | Sima Liang 司馬亮 d. 291 Prince Wencheng de Runan      | Sima Liang 司馬亮 d. 291 Prince Wencheng de Runan      |  |  | Sima Lun 司馬倫 d. 301 Prince de Zhao | Sima Lun 司馬倫 d. 301 Prince de Zhao | Sima Lun 司馬倫 d. 301 Prince de Zhao | Sima Lun 司馬倫 d. 301 Prince de Zhao | Sima Lun 司馬倫 d. 301 Prince de Zhao | Sima Lun 司馬倫 d. 301 Prince de Zhao |  |  | Sima Shi 司馬師 208–255 Empereur Jing A titre Posthume | Sima Shi 司馬師 208–255 Empereur Jing A titre Posthume | Sima Shi 司馬師 208–255 Empereur Jing A titre Posthume | Sima Shi 司馬師 208–255 Empereur Jing A titre Posthume | Sima Shi 司馬師 208–255 Empereur Jing A titre Posthume | Sima Shi 司馬師 208–255 Empereur Jing A titre Posthume |  |  | Sima Zhou 司馬伷 227–283 Prince Wu de Langya  | Sima Zhou 司馬伷 227–283 Prince Wu de Langya  | Sima Zhou 司馬伷 227–283 Prince Wu de Langya  | Sima Zhou 司馬伷 227–283 Prince Wu de Langya  | Sima Zhou 司馬伷 227–283 Prince Wu de Langya  | Sima Zhou 司馬伷 227–283 Prince Wu de Langya  |  |  | Sima Tai 司馬泰 d. 299 Prince Wenxian de Gaomi    | Sima Tai 司馬泰 d. 299 Prince Wenxian de Gaomi    | Sima Tai 司馬泰 d. 299 Prince Wenxian de Gaomi    | Sima Tai 司馬泰 d. 299 Prince Wenxian de Gaomi    | Sima Tai 司馬泰 d. 299 Prince Wenxian de Gaomi    | Sima Tai 司馬泰 d. 299 Prince Wenxian de Gaomi    |  |  |  |  |  |  |  |  |  |  |  |  |  |  |  |  |  |  |  |  |  |  |  |  |  |  |  |  |  |  |  |  |  |  |  |  |  |  |  |  |  |  |  |  |  |  |  |  |  |  |  |  |  |  |  |  |
| Sima Wang 司馬望 205–271 Prince Cheng de Yiyang         | Sima Wang 司馬望 205–271 Prince Cheng de Yiyang         | Sima Wang 司馬望 205–271 Prince Cheng de Yiyang         | Sima Wang 司馬望 205–271 Prince Cheng de Yiyang         | Sima Wang 司馬望 205–271 Prince Cheng de Yiyang         | Sima Wang 司馬望 205–271 Prince Cheng de Yiyang         |  |  | Sima Gui 司馬瓌 d. 274 Prince Lie de Taiyuan | Sima Gui 司馬瓌 d. 274 Prince Lie de Taiyuan | Sima Gui 司馬瓌 d. 274 Prince Lie de Taiyuan | Sima Gui 司馬瓌 d. 274 Prince Lie de Taiyuan | Sima Gui 司馬瓌 d. 274 Prince Lie de Taiyuan | Sima Gui 司馬瓌 d. 274 Prince Lie de Taiyuan |  |  | Sima Zhao 司馬昭 211–265 Empereur Wen A titre Posthume | Sima Zhao 司馬昭 211–265 Empereur Wen A titre Posthume | Sima Zhao 司馬昭 211–265 Empereur Wen A titre Posthume | Sima Zhao 司馬昭 211–265 Empereur Wen A titre Posthume | Sima Zhao 司馬昭 211–265 Empereur Wen A titre Posthume | Sima Zhao 司馬昭 211–265 Empereur Wen A titre Posthume |  |  | Sima Liang 司馬亮 d. 291 Prince Wencheng de Runan      | Sima Liang 司馬亮 d. 291 Prince Wencheng de Runan      | Sima Liang 司馬亮 d. 291 Prince Wencheng de Runan      | Sima Liang 司馬亮 d. 291 Prince Wencheng de Runan      | Sima Liang 司馬亮 d. 291 Prince Wencheng de Runan      | Sima Liang 司馬亮 d. 291 Prince Wencheng de Runan      |  |  | Sima Lun 司馬倫 d. 301 Prince de Zhao | Sima Lun 司馬倫 d. 301 Prince de Zhao | Sima Lun 司馬倫 d. 301 Prince de Zhao | Sima Lun 司馬倫 d. 301 Prince de Zhao | Sima Lun 司馬倫 d. 301 Prince de Zhao | Sima Lun 司馬倫 d. 301 Prince de Zhao |  |  | Sima Shi 司馬師 208–255 Empereur Jing A titre Posthume | Sima Shi 司馬師 208–255 Empereur Jing A titre Posthume | Sima Shi 司馬師 208–255 Empereur Jing A titre Posthume | Sima Shi 司馬師 208–255 Empereur Jing A titre Posthume | Sima Shi 司馬師 208–255 Empereur Jing A titre Posthume | Sima Shi 司馬師 208–255 Empereur Jing A titre Posthume |  |  | Sima Zhou 司馬伷 227–283 Prince Wu de Langya  | Sima Zhou 司馬伷 227–283 Prince Wu de Langya  | Sima Zhou 司馬伷 227–283 Prince Wu de Langya  | Sima Zhou 司馬伷 227–283 Prince Wu de Langya  | Sima Zhou 司馬伷 227–283 Prince Wu de Langya  | Sima Zhou 司馬伷 227–283 Prince Wu de Langya  |  |  | Sima Tai 司馬泰 d. 299 Prince Wenxian de Gaomi    | Sima Tai 司馬泰 d. 299 Prince Wenxian de Gaomi    | Sima Tai 司馬泰 d. 299 Prince Wenxian de Gaomi    | Sima Tai 司馬泰 d. 299 Prince Wenxian de Gaomi    | Sima Tai 司馬泰 d. 299 Prince Wenxian de Gaomi    | Sima Tai 司馬泰 d. 299 Prince Wenxian de Gaomi    |  |  |  |  |  |  |  |  |  |  |  |  |  |  |  |  |  |  |  |  |  |  |  |  |  |  |  |  |  |  |  |  |  |  |  |  |  |  |  |  |  |  |  |  |  |  |  |  |  |  |  |  |  |  |  |  |
|                                                         |                                                         |                                                         |                                                         |                                                         |                                                         |  |  |                                              |                                              |                                              |                                              |                                              |                                              |  |  |                                                        |                                                        |                                                        |                                                        |                                                        |                                                        |  |  |                                                        |                                                        |                                                        |                                                        |                                                        |                                                        |  |  |                                       |                                       |                                       |                                       |                                       |                                       |  |  |                                                        |                                                        |                                                        |                                                        |                                                        |                                                        |  |  |                                               |                                               |                                               |                                               |                                               |                                               |  |  |                                                   |                                                   |                                                   |                                                   |                                                   |                                                   |  |  |  |  |  |  |  |  |  |  |  |  |  |  |  |  |  |  |  |  |  |  |  |  |  |  |  |  |  |  |  |  |  |  |  |  |  |  |  |  |  |  |  |  |  |  |  |  |  |  |  |  |  |  |  |  |
|                                                         |                                                         |                                                         |                                                         |                                                         |                                                         |  |  | Sima Yong 司馬顒 d. 307 Prince d'Hejian      | Sima Yong 司馬顒 d. 307 Prince d'Hejian      | Sima Yong 司馬顒 d. 307 Prince d'Hejian      | Sima Yong 司馬顒 d. 307 Prince d'Hejian      | Sima Yong 司馬顒 d. 307 Prince d'Hejian      | Sima Yong 司馬顒 d. 307 Prince d'Hejian      |  |  | Sima Yan 司馬炎 236–290 Empereur Jin Wudi r. 265–290   | Sima Yan 司馬炎 236–290 Empereur Jin Wudi r. 265–290   | Sima Yan 司馬炎 236–290 Empereur Jin Wudi r. 265–290   | Sima Yan 司馬炎 236–290 Empereur Jin Wudi r. 265–290   | Sima Yan 司馬炎 236–290 Empereur Jin Wudi r. 265–290   | Sima Yan 司馬炎 236–290 Empereur Jin Wudi r. 265–290   |  |  |                                                        |                                                        |                                                        |                                                        |                                                        |                                                        |  |  |                                       |                                       |                                       |                                       |                                       |                                       |  |  | Sima You 司馬攸 248–283 Prince Xian de Qi              | Sima You 司馬攸 248–283 Prince Xian de Qi              | Sima You 司馬攸 248–283 Prince Xian de Qi              | Sima You 司馬攸 248–283 Prince Xian de Qi              | Sima You 司馬攸 248–283 Prince Xian de Qi              | Sima You 司馬攸 248–283 Prince Xian de Qi              |  |  | Sima Jin 司馬覲 256–290 Prince Gong de Langya | Sima Jin 司馬覲 256–290 Prince Gong de Langya | Sima Jin 司馬覲 256–290 Prince Gong de Langya | Sima Jin 司馬覲 256–290 Prince Gong de Langya | Sima Jin 司馬覲 256–290 Prince Gong de Langya | Sima Jin 司馬覲 256–290 Prince Gong de Langya |  |  | Sima Yue 司馬越 d. 311 Prince Xiaoxian de Donghai | Sima Yue 司馬越 d. 311 Prince Xiaoxian de Donghai | Sima Yue 司馬越 d. 311 Prince Xiaoxian de Donghai | Sima Yue 司馬越 d. 311 Prince Xiaoxian de Donghai | Sima Yue 司馬越 d. 311 Prince Xiaoxian de Donghai | Sima Yue 司馬越 d. 311 Prince Xiaoxian de Donghai |  |  |  |  |  |  |  |  |  |  |  |  |  |  |  |  |  |  |  |  |  |  |  |  |  |  |  |  |  |  |  |  |  |  |  |  |  |  |  |  |  |  |  |  |  |  |  |  |  |  |  |  |  |  |  |  |
|                                                         |                                                         |                                                         |                                                         |                                                         |                                                         |  |  | Sima Yong 司馬顒 d. 307 Prince d'Hejian      | Sima Yong 司馬顒 d. 307 Prince d'Hejian      | Sima Yong 司馬顒 d. 307 Prince d'Hejian      | Sima Yong 司馬顒 d. 307 Prince d'Hejian      | Sima Yong 司馬顒 d. 307 Prince d'Hejian      | Sima Yong 司馬顒 d. 307 Prince d'Hejian      |  |  | Sima Yan 司馬炎 236–290 Empereur Jin Wudi r. 265–290   | Sima Yan 司馬炎 236–290 Empereur Jin Wudi r. 265–290   | Sima Yan 司馬炎 236–290 Empereur Jin Wudi r. 265–290   | Sima Yan 司馬炎 236–290 Empereur Jin Wudi r. 265–290   | Sima Yan 司馬炎 236–290 Empereur Jin Wudi r. 265–290   | Sima Yan 司馬炎 236–290 Empereur Jin Wudi r. 265–290   |  |  |                                                        |                                                        |                                                        |                                                        |                                                        |                                                        |  |  |                                       |                                       |                                       |                                       |                                       |                                       |  |  | Sima You 司馬攸 248–283 Prince Xian de Qi              | Sima You 司馬攸 248–283 Prince Xian de Qi              | Sima You 司馬攸 248–283 Prince Xian de Qi              | Sima You 司馬攸 248–283 Prince Xian de Qi              | Sima You 司馬攸 248–283 Prince Xian de Qi              | Sima You 司馬攸 248–283 Prince Xian de Qi              |  |  | Sima Jin 司馬覲 256–290 Prince Gong de Langya | Sima Jin 司馬覲 256–290 Prince Gong de Langya | Sima Jin 司馬覲 256–290 Prince Gong de Langya | Sima Jin 司馬覲 256–290 Prince Gong de Langya | Sima Jin 司馬覲 256–290 Prince Gong de Langya | Sima Jin 司馬覲 256–290 Prince Gong de Langya |  |  | Sima Yue 司馬越 d. 311 Prince Xiaoxian de Donghai | Sima Yue 司馬越 d. 311 Prince Xiaoxian de Donghai | Sima Yue 司馬越 d. 311 Prince Xiaoxian de Donghai | Sima Yue 司馬越 d. 311 Prince Xiaoxian de Donghai | Sima Yue 司馬越 d. 311 Prince Xiaoxian de Donghai | Sima Yue 司馬越 d. 311 Prince Xiaoxian de Donghai |  |  |  |  |  |  |  |  |  |  |  |  |  |  |  |  |  |  |  |  |  |  |  |  |  |  |  |  |  |  |  |  |  |  |  |  |  |  |  |  |  |  |  |  |  |  |  |  |  |  |  |  |  |  |  |  |
|                                                         |                                                         |                                                         |                                                         |                                                         |                                                         |  |  |                                              |                                              |                                              |                                              |                                              |                                              |  |  |                                                        |                                                        |                                                        |                                                        |                                                        |                                                        |  |  |                                                        |                                                        |                                                        |                                                        |                                                        |                                                        |  |  |                                       |                                       |                                       |                                       |                                       |                                       |  |  |                                                        |                                                        |                                                        |                                                        |                                                        |                                                        |  |  |                                               |                                               |                                               |                                               |                                               |                                               |  |  |                                                   |                                                   |                                                   |                                                   |                                                   |                                                   |  |  |  |  |  |  |  |  |  |  |  |  |  |  |  |  |  |  |  |  |  |  |  |  |  |  |  |  |  |  |  |  |  |  |  |  |  |  |  |  |  |  |  |  |  |  |  |  |  |  |  |  |  |  |  |  |
| Sima Zhong 司馬衷 259–307 Empereur Jin Huidi r. 290–307 | Sima Zhong 司馬衷 259–307 Empereur Jin Huidi r. 290–307 | Sima Zhong 司馬衷 259–307 Empereur Jin Huidi r. 290–307 | Sima Zhong 司馬衷 259–307 Empereur Jin Huidi r. 290–307 | Sima Zhong 司馬衷 259–307 Empereur Jin Huidi r. 290–307 | Sima Zhong 司馬衷 259–307 Empereur Jin Huidi r. 290–307 |  |  | Sima Wei 司馬瑋 271–291 Prince Yin de Chu    | Sima Wei 司馬瑋 271–291 Prince Yin de Chu    | Sima Wei 司馬瑋 271–291 Prince Yin de Chu    | Sima Wei 司馬瑋 271–291 Prince Yin de Chu    | Sima Wei 司馬瑋 271–291 Prince Yin de Chu    | Sima Wei 司馬瑋 271–291 Prince Yin de Chu    |  |  |                                                        |                                                        |                                                        |                                                        |                                                        |                                                        |  |  | Sima Ai 司馬乂 277–304 Prince Li de Changsha           | Sima Ai 司馬乂 277–304 Prince Li de Changsha           | Sima Ai 司馬乂 277–304 Prince Li de Changsha           | Sima Ai 司馬乂 277–304 Prince Li de Changsha           | Sima Ai 司馬乂 277–304 Prince Li de Changsha           | Sima Ai 司馬乂 277–304 Prince Li de Changsha           |  |  |                                       |                                       |                                       |                                       |                                       |                                       |  |  | Sima Jiong 司馬冏 d. 303 Prince Wumin de Qi            | Sima Jiong 司馬冏 d. 303 Prince Wumin de Qi            | Sima Jiong 司馬冏 d. 303 Prince Wumin de Qi            | Sima Jiong 司馬冏 d. 303 Prince Wumin de Qi            | Sima Jiong 司馬冏 d. 303 Prince Wumin de Qi            | Sima Jiong 司馬冏 d. 303 Prince Wumin de Qi            |  |  | Empereurs de la Dynastie Jin de l'Est 317–420 | Empereurs de la Dynastie Jin de l'Est 317–420 | Empereurs de la Dynastie Jin de l'Est 317–420 | Empereurs de la Dynastie Jin de l'Est 317–420 | Empereurs de la Dynastie Jin de l'Est 317–420 | Empereurs de la Dynastie Jin de l'Est 317–420 |  |  |                                                   |                                                   |                                                   |                                                   |                                                   |                                                   |  |  |  |  |  |  |  |  |  |  |  |  |  |  |  |  |  |  |  |  |  |  |  |  |  |  |  |  |  |  |  |  |  |  |  |  |  |  |  |  |  |  |  |  |  |  |  |  |  |  |  |  |  |  |  |  |
| Sima Zhong 司馬衷 259–307 Empereur Jin Huidi r. 290–307 | Sima Zhong 司馬衷 259–307 Empereur Jin Huidi r. 290–307 | Sima Zhong 司馬衷 259–307 Empereur Jin Huidi r. 290–307 | Sima Zhong 司馬衷 259–307 Empereur Jin Huidi r. 290–307 | Sima Zhong 司馬衷 259–307 Empereur Jin Huidi r. 290–307 | Sima Zhong 司馬衷 259–307 Empereur Jin Huidi r. 290–307 |  |  | Sima Wei 司馬瑋 271–291 Prince Yin de Chu    | Sima Wei 司馬瑋 271–291 Prince Yin de Chu    | Sima Wei 司馬瑋 271–291 Prince Yin de Chu    | Sima Wei 司馬瑋 271–291 Prince Yin de Chu    | Sima Wei 司馬瑋 271–291 Prince Yin de Chu    | Sima Wei 司馬瑋 271–291 Prince Yin de Chu    |  |  |                                                        |                                                        |                                                        |                                                        |                                                        |                                                        |  |  | Sima Ai 司馬乂 277–304 Prince Li de Changsha           | Sima Ai 司馬乂 277–304 Prince Li de Changsha           | Sima Ai 司馬乂 277–304 Prince Li de Changsha           | Sima Ai 司馬乂 277–304 Prince Li de Changsha           | Sima Ai 司馬乂 277–304 Prince Li de Changsha           | Sima Ai 司馬乂 277–304 Prince Li de Changsha           |  |  |                                       |                                       |                                       |                                       |                                       |                                       |  |  | Sima Jiong 司馬冏 d. 303 Prince Wumin de Qi            | Sima Jiong 司馬冏 d. 303 Prince Wumin de Qi            | Sima Jiong 司馬冏 d. 303 Prince Wumin de Qi            | Sima Jiong 司馬冏 d. 303 Prince Wumin de Qi            | Sima Jiong 司馬冏 d. 303 Prince Wumin de Qi            | Sima Jiong 司馬冏 d. 303 Prince Wumin de Qi            |  |  | Empereurs de la Dynastie Jin de l'Est 317–420 | Empereurs de la Dynastie Jin de l'Est 317–420 | Empereurs de la Dynastie Jin de l'Est 317–420 | Empereurs de la Dynastie Jin de l'Est 317–420 | Empereurs de la Dynastie Jin de l'Est 317–420 | Empereurs de la Dynastie Jin de l'Est 317–420 |  |  |                                                   |                                                   |                                                   |                                                   |                                                   |                                                   |  |  |  |  |  |  |  |  |  |  |  |  |  |  |  |  |  |  |  |  |  |  |  |  |  |  |  |  |  |  |  |  |  |  |  |  |  |  |  |  |  |  |  |  |  |  |  |  |  |  |  |  |  |  |  |  |
|                                                         |                                                         |                                                         |                                                         |                                                         |                                                         |  |  |                                              |                                              |                                              |                                              |                                              |                                              |  |  |                                                        |                                                        |                                                        |                                                        |                                                        |                                                        |  |  |                                                        |                                                        |                                                        |                                                        |                                                        |                                                        |  |  |                                       |                                       |                                       |                                       |                                       |                                       |  |  |                                                        |                                                        |                                                        |                                                        |                                                        |                                                        |  |  |                                               |                                               |                                               |                                               |                                               |                                               |  |  |                                                   |                                                   |                                                   |                                                   |                                                   |                                                   |  |  |  |  |  |  |  |  |  |  |  |  |  |  |  |  |  |  |  |  |  |  |  |  |  |  |  |  |  |  |  |  |  |  |  |  |  |  |  |  |  |  |  |  |  |  |  |  |  |  |  |  |  |  |  |  |
| Sima Yu 司馬遹 278–300 Prince héritier Minhuai          | Sima Yu 司馬遹 278–300 Prince héritier Minhuai          | Sima Yu 司馬遹 278–300 Prince héritier Minhuai          | Sima Yu 司馬遹 278–300 Prince héritier Minhuai          | Sima Yu 司馬遹 278–300 Prince héritier Minhuai          | Sima Yu 司馬遹 278–300 Prince héritier Minhuai          |  |  | Sima Ying 司馬穎 279–306 Prince de Chengdu   | Sima Ying 司馬穎 279–306 Prince de Chengdu   | Sima Ying 司馬穎 279–306 Prince de Chengdu   | Sima Ying 司馬穎 279–306 Prince de Chengdu   | Sima Ying 司馬穎 279–306 Prince de Chengdu   | Sima Ying 司馬穎 279–306 Prince de Chengdu   |  |  | Sima Yan 司馬晏 283–311 Prince Xiao de Wu              | Sima Yan 司馬晏 283–311 Prince Xiao de Wu              | Sima Yan 司馬晏 283–311 Prince Xiao de Wu              | Sima Yan 司馬晏 283–311 Prince Xiao de Wu              | Sima Yan 司馬晏 283–311 Prince Xiao de Wu              | Sima Yan 司馬晏 283–311 Prince Xiao de Wu              |  |  | Sima Chi 司馬熾 284–313 Empereur Jin Huaidi r. 307–311 | Sima Chi 司馬熾 284–313 Empereur Jin Huaidi r. 307–311 | Sima Chi 司馬熾 284–313 Empereur Jin Huaidi r. 307–311 | Sima Chi 司馬熾 284–313 Empereur Jin Huaidi r. 307–311 | Sima Chi 司馬熾 284–313 Empereur Jin Huaidi r. 307–311 | Sima Chi 司馬熾 284–313 Empereur Jin Huaidi r. 307–311 |  |  |                                       |                                       |                                       |                                       |                                       |                                       |  |  |                                                        |                                                        |                                                        |                                                        |                                                        |                                                        |  |  |                                               |                                               |                                               |                                               |                                               |                                               |  |  |                                                   |                                                   |                                                   |                                                   |                                                   |                                                   |  |  |  |  |  |  |  |  |  |  |  |  |  |  |  |  |  |  |  |  |  |  |  |  |  |  |  |  |  |  |  |  |  |  |  |  |  |  |  |  |  |  |  |  |  |  |  |  |  |  |  |  |  |  |  |  |
| Sima Yu 司馬遹 278–300 Prince héritier Minhuai          | Sima Yu 司馬遹 278–300 Prince héritier Minhuai          | Sima Yu 司馬遹 278–300 Prince héritier Minhuai          | Sima Yu 司馬遹 278–300 Prince héritier Minhuai          | Sima Yu 司馬遹 278–300 Prince héritier Minhuai          | Sima Yu 司馬遹 278–300 Prince héritier Minhuai          |  |  | Sima Ying 司馬穎 279–306 Prince de Chengdu   | Sima Ying 司馬穎 279–306 Prince de Chengdu   | Sima Ying 司馬穎 279–306 Prince de Chengdu   | Sima Ying 司馬穎 279–306 Prince de Chengdu   | Sima Ying 司馬穎 279–306 Prince de Chengdu   | Sima Ying 司馬穎 279–306 Prince de Chengdu   |  |  | Sima Yan 司馬晏 283–311 Prince Xiao de Wu              | Sima Yan 司馬晏 283–311 Prince Xiao de Wu              | Sima Yan 司馬晏 283–311 Prince Xiao de Wu              | Sima Yan 司馬晏 283–311 Prince Xiao de Wu              | Sima Yan 司馬晏 283–311 Prince Xiao de Wu              | Sima Yan 司馬晏 283–311 Prince Xiao de Wu              |  |  | Sima Chi 司馬熾 284–313 Empereur Jin Huaidi r. 307–311 | Sima Chi 司馬熾 284–313 Empereur Jin Huaidi r. 307–311 | Sima Chi 司馬熾 284–313 Empereur Jin Huaidi r. 307–311 | Sima Chi 司馬熾 284–313 Empereur Jin Huaidi r. 307–311 | Sima Chi 司馬熾 284–313 Empereur Jin Huaidi r. 307–311 | Sima Chi 司馬熾 284–313 Empereur Jin Huaidi r. 307–311 |  |  |                                       |                                       |                                       |                                       |                                       |                                       |  |  |                                                        |                                                        |                                                        |                                                        |                                                        |                                                        |  |  |                                               |                                               |                                               |                                               |                                               |                                               |  |  |                                                   |                                                   |                                                   |                                                   |                                                   |                                                   |  |  |  |  |  |  |  |  |  |  |  |  |  |  |  |  |  |  |  |  |  |  |  |  |  |  |  |  |  |  |  |  |  |  |  |  |  |  |  |  |  |  |  |  |  |  |  |  |  |  |  |  |  |  |  |  |
|                                                         |                                                         |                                                         |                                                         |                                                         |                                                         |  |  |                                              |                                              |                                              |                                              |                                              |                                              |  |  | Sima Ye 司馬業 300–318 Empereur Jin Mindi r. 313–316   |                                                        |                                                        |                                                        |                                                        |                                                        |  |  |                                                        |                                                        |                                                        |                                                        |                                                        |                                                        |  |  |                                       |                                       |                                       |                                       |                                       |                                       |  |  |                                                        |                                                        |                                                        |                                                        |                                                        |                                                        |  |  |                                               |                                               |                                               |                                               |                                               |                                               |  |  |                                                   |                                                   |                                                   |                                                   |                                                   |                                                   |  |  |  |  |  |  |  |  |  |  |  |  |  |  |  |  |  |  |  |  |  |  |  |  |  |  |  |  |  |  |  |  |  |  |  |  |  |  |  |  |  |  |  |  |  |  |  |  |  |  |  |  |  |  |  |  |

## Situation avant la guerre

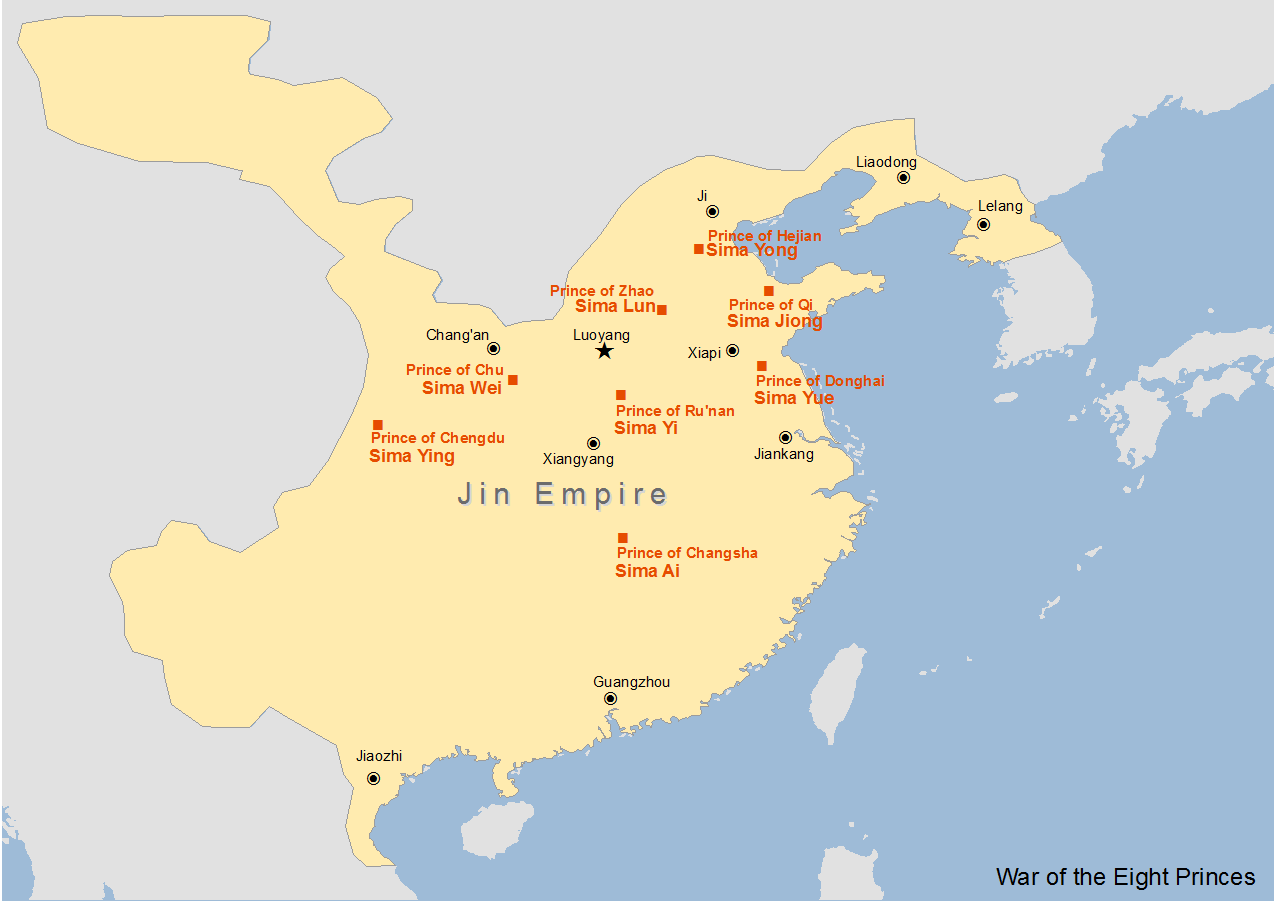
Les fiefs des Huit Princes avant le début des conflits

Sima Yi, fonctionnaire, général et régent du Royaume de Wei pendant la période des Trois Royaumes, prend le contrôle de Wei au début de l'année 249 après avoir fomenté un coup d'État réussi contre son corégent, Cao Shuang. Sima Yi et deux de ses fils, Sima Shi et Sima Zhao, deviennent les souverains de facto du Wei. En février 266, Sima Yan, le fils aîné de Sima Zhao, force Cao Huan, l'empereur du Wei à abdiquer et monte sur le trône. Il fonde ainsi la dynastie Jin et devient l'empereur Jin Wudi
Sima Yan cherche à tirer les leçons des erreurs qui ont conduit à la chute du Clan Cao et du royaume du Wei. Sous les Cao, les princes du sang étaient tenus éloignés des fonctions gouvernementales et militaires, les dirigeants successifs du royaume les envoyant plutôt vivre dans leurs fiefs. Cette dispersion du clan Cao a facilité le travail de Sima Yi, qui, avec le soutien des puissants clans de la noblesse, a pu prendre le contrôle du gouvernement du  Wei en rencontrant un minimum de résistance. Conscient de ce problème, Sima Yan renforce le pouvoir du clan Sima en offrant des titres et du pouvoir à ses oncles, ses cousins et ses fils. Ainsi, ceux qui bénéficient d'une grande dotation ont le droit de lever une armée de cinq mille hommes, ceux qui bénéficient d'une dotation moyenne ont le droit de lever une armée de trois mille hommes et ceux qui bénéficient d'une petite dotation ont le droit de lever une armée de mille cinq cents hommes. Au fil du temps, ces princes et ducs se voient également attribuer des pouvoirs administratifs sur leurs fiefs, ainsi que le droit de lever des impôts et d'employer des fonctionnaires de l'état. Beaucoup ont également le droit de commander des troupes en dehors de leurs fiefs.
Le règne de l'empereur Wudi est troublé par une crise de succession, due au fait que son héritier, Sima Zhong, souffre d'un handicap mental qui le rend inapte à régner. Certains ministres souhaitent que Sima You, le frère de l'empereur  Wudi, remplace Zhong en tant que prince héritier. Mais l'Empereur tient absolument à respecter la tradition qui veut que ce soit le fils ainé qui soit nommé successeur. De plus, Zhong est le fils de Yang Yan, la première impératrice de Wudi, et a épousé Jia Nanfeng. Il bénéficie donc du soutien des influents clans Yang et Jia. Le choix de Zhong s'explique également par le fait que Wudi voit un grand potentiel dans son petit-fils, Sima Yu, si ce dernier vient à succéder à Zhong.
Si Wudi donne autant de pouvoirs aux princes, c'est pour qu'ils protègent ses successeurs contre les clans de noblesse, si ces derniers tendent a prendre trop de pouvoir. Le risque est d'autant plus élevé que Sima Zhong est handicapé. Wudi espère probablement que les membres de sa famille, en vertu de leurs liens familiaux, coopéreront entre eux pour protéger les intérêts de leur dynastie. Cependant, après l’accession au trône de Zhong ce dernier devient rapidement un simple homme de paille et les princes se révèlent êtres égoïstes et prêts à s'affaiblir les uns les autres pour prendre le contrôle de l'empire.
La guerre des huit princes coïncide/provoque le soulèvement de ceux que l'historiographie chinoise traditionnelle appelle péjorativement les « cinq barbares ». Il s'agit de groupes ethniques non-han, installés volontairement, ou de force, dans les plaines du nord de la Chine, ce dès la période de la dynastie Han de l'Est. À cause de leurs guerres civiles à répétition et de leur mauvaise gestion de l'empire, les Jin perdent le soutien de la paysannerie chinoise et des tribus non-han, ce qui les pousse à rejoindre des groupes rebelles dans différentes parties de la Chine. En 304, des réfugiés du Guanzhong menés par Li Te (李特), un chef issu du peuple Ba, fondent la dynastie Cheng Han au Sichuan, tandis que les Cinq Divisions (五部), des descendants des Xiongnu du Sud, fondent la dynastie du Zhao antérieur au Shanxi, marquant ainsi le début de la période des Seize Royaumes. Les princes renforcent également le pouvoir des Xianbei en les employant comme auxiliaires, durant les dernières années du conflit. Au sud du Yangtze, deux révoltes de grande ampleur, celle de Zhang Chang et celle de Chen Min, éclatent également, mais sont finalement réprimées,,.

## Prélude: Yang Jun (290-291)

### Début du règne de Jin Huidi
À la fin de l'année 289, l'empereur Wudi contracte une maladie mortelle et envisage de nommer son beau-père, Yang Jun, et son oncle, Sima Liang, le prince de Ru'nan, régents de Sima Zhong. Alors que la santé de l'empereur décline, Yang Jun cherche à être le seul et unique régent en tant que membre du clan de l'Impératrice consort. Il commence par envoyer Sima Liang à Xuchang, puis il force Wei Guan, son rival à la cour, à prendre sa retraite. Yang cache également à la Cour l'existence l'ultime décret de l'empereur, celui le nommant lui et Sima Liang comme corégents, tandis que sa fille, l'impératrice Yang Zhi, publie un autre décret faisant de son père le seul régent. L'empereur Wudi est au courant des manipulations de Yang Jun, mais il est trop malade pour l'arrêter.
Le 16 mai 290, l'empereur Wudi meurt et Sima Zhong, connu à titre posthume sous le nom d'empereur Jin Huidi, monte sur le trône. Yang Jun est nommé régent et Yang Zhi est promue impératrice douairière. Cependant, Yang Jun n'est pas bien accueilli par ses ministres a cause de ses diverses actions, fort peu discrètes, visant à renforcer son pouvoir personnel et de son refus d'écouter les conseils. Il tente également d'assassiner Sima Liang, sans succès, et rejette les propositions de coopération avec lui. Pendant ce temps, la nouvelle impératrice, Jia Nanfeng, est mécontente du peu de contrôle qu'elle exerce sur les affaires de l'État à cause de Yang Jun et de l'impératrice douairière.

### La chute du clan Yang
L'impératrice Jia se rapproche de Sima Liang et de son petit-neveu Sima Wei, le Prince de Chu, pour leur demander de l'aide afin de renverser Yang Jun. Si Liang est réticent à l'idée de l'aider, Wei accepte et quitte son fief pour la capitale, Luoyang, avec ses troupes. Dans la nuit du 23 avril 291, l'impératrice Jia et ses alliés publient un édit impérial demandant la destitution de Yang Jun et occupent les portes menant à sa résidence. Yang Jun est pris par surprise et n'arrive pas à se décider sur la marche à suivre. L'impératrice douairière Yang Zhi tente de convaincre les soldats de se retourner contre l'impératrice Jia, mais elle échoue et s'implique elle-même dans le processus.
Rapidement, les soldats du Prince de Chu marchent sur la résidence du Jun et l'incendie. Les soldats de Yang Jun sont mis en déroute et il est tué en tentant de s'enfuir. Les membres de sa famille et ses partisans sont tous rassemblés et exécutés, application immédiate d'une peine de Zuzhu. Yang Zhi est épargnée mais elle est confinée à l'intérieur du palais, où elle reste jusqu'à sa mort en 292.

## Prince de Ru'nan, Sima Liang (291)
Le 4 mai 291, Sima Liang, qui est le grand-oncle de l'empereur, et Wei Guan, deviennent les nouveaux régents de l'empereur Huidi. Maintenant qu'il est au pouvoir, Liang affirme son autorité en distribuant généreusement des nouveaux postes officiels et des nouveaux titres à environ 1 081 personnes, afin de s'assurer leur soutien. Dans le même temps, l'impératrice Jia commençe à placer ses proches et ses alliés à des postes de pouvoir.
Liang et Wei Guan se méfient de Sima Wei. Malgré son rôle dans la défaite du clan Yang, Sima Wei est connu pour son tempérament violent. Ils tentent de lui retirer sa puissance militaire et de le renvoyer dans son fief de la province de Jing, mais Wei riposte en conspirant avec l'impératrice Jia pour les déposer, en affirmant à l'Impératrice que les deux hommes projettent de la renverser. L'impératrice Jia réagit en promulguant un édit de l'empereur demandant la destitution de Liang et de Wei Guan. Cependant, Wei n'est pas satisfait du contenu de l'édit original, car il ne figure pas parmi les princes qui doivent lever leurs troupes. À l'insu de l'impératrice, Wei forge un faux édit qui le nomme commandant de toutes les forces militaires et s'octroie le contrôle total de l'opération. Le 26 juillet 291, il envoie ses hommes arrêter Liang et Wei Guan à Luoyang. Les deux hommes n'opposent aucune résistance et sont mis à mort.

## Prince de Chu, Sima Wei (291)
Le faux édit donne a Sima Wei le contrôle quasi total de l'armée. Immédiatement après la mort de Sima Liang et de Wei Guan, ses conseillers lui suggèrent d'utiliser ses nouveaux pouvoirs militaires pour faire exécuter les puissants parents de l'impératrice Jia, à savoir Jia Mi et Guo Zhang. Mais Wei hésite à accepter et appliquer ce plan. Dans le camp de l'impératrice Jia, le ministre Zhang Hua la presse de punir Wei pour avoir tué les régents de l'empereur. Un jour seulement après la mort de Liang, l'impératrice Jia déploie ses troupes contre Wei et sème le doute sur l'authenticité de l'édit parmi les soldats de ce dernier. Abandonné par ses partisans, Wei est capturé et exécuté. Son demi-frère Sima Ai, le prince de Changsha, qui l'a soutenu, est rétrogradé au titre inférieur de prince de Changshan en guise de punition.

## Interlude: Impératrice Jia (291–300)

### Le pouvoir derrière le trône
Pendant les neuf années suivantes, l'impératrice Jia gouverne la Chine des Jin au nom de l'empereur, tout en nommant aux postes clefs les membres les plus proches de sa famille, notamment Jia Mi et Guo Zhang. Malgré les efforts de ministres comme Zhang Hua et Pei Wei pour continuer à faire fonctionner correctement le gouvernement, la cour impériale est en proie à une corruption généralisée et les pots-de-vin sont monaie courante. Des rumeurs commencent à se répandre sur la débauche personnelle et le comportement tyrannique de l'impératrice Jia, semant les graines du mécontentement qui éclate à la fin de la décennie,.
L'impératrice Jia procède également à une série de modifications de titres et de déplacement des Princes qui vont influencer le déroulement de la seconde partie de la guerre des Huit Princes. En 296, une importante rébellion tribale menée par Qi Wannian éclate dans les provinces de Qin et de Yong, qui sont sous la responsabilité du prince de Zhao, Sima Lun. Comme il ne réussit pas à réprimer ce soulèvement, Lun est rappelé à Luoyang. Plus tard, le prince de Chengdu, Sima Ying, est envoyé à Ye après une vive dispute entre lui et Jia Mi au sujet du traitement réservé par ce dernier au prince héritier, Sima Yu. Enfin, le prince de Hejian, Sima Yong, est placé en garnison à Guanzhong grâce à l'appui des familles de la noblesse dont il bénéficie.
Les rébellions qui éclatent à Qin et Yong coïncident avec une série de famines et d'épidémies. Et bien qu'elle soient finalement réprimée en 299, elles provoquent un afflux de réfugiés fuyant vers le sud, dans la province de Yi. Elles permettent également à un chef Di, Yang Maosou, de gagner assez de pouvoir pour fonder l'État de Chouchi, au sud de Tianshui, en 296.

### La chute de l'impératrice
L'impératrice Jia voit le prince héritier Sima Yu comme une menace pour son pouvoir s'il monte sur le trône, car il n'est pas son fils biologique. Au début de l'année 300, elle orchestre son arrestation en le convainquant, alors qu'il est ivre, de copier un texte dans lequel il est écrit, entre autres, que l'empereur Hui doit abdiquer en sa faveur. L'impératrice Jia présente ensuite ce texte à l'empereur Huidi, qui décide d'assigner à résidence Sima Yu.
À cette époque, Sima Lun, le prince de Zhao, est à la fois l’arrière-grand-oncle du prince, le tuteur de ce dernier et un des proches de l'Impératrice Jia. Il commande également quelques troupes dans la capitale en tant que général de l'armée de droite et est connu pour être «avare et faux» ainsi que «simple et stupide», n'écoutant que les conseils de Sun Xiu. L'arrestation de Yu suscite l'indignation de nombreux fonctionnaires, et certains d'entre eux demandent à Lun de leur apporter le soutien de ses soldats pour renverser l'impératrice Jia.
Au moment où les fonctionnaires prennent contact avec lui, Lun souhaite depuis longtemps trahir et renverser l'impératrice. Sun Xiu  lui suggère de ne pas agir de lui-même. En effet, Sima Lun est réputé pour être un des fidèles de l'impératrice, donc s'il agit directement il ne fera que cristalliser sur lui l'opposition à l'impératrice, ce qui favorisera la prise du pouvoir par Sima Yu. Ce dernier serait alors libre de prendre sa revanche contre le supposé champion de l'impératrice, Sima Lun. Attentif aux conseils de Xiu, Sima Lun décide de laisser l'impératrice Jia faire le premier pas et l'encourage à tuer Sima Yu.
Tout se déroule suivant le plan et l'impératrice Jia fait assassiner Sima Yu. Le 7 mai 300, Sima Lun entre en action et, produisant un édit prétendument écrit par l'empereur Huidi, il arrête Jia et la met en résidence surveillée, avant de la forcer à se suicider en buvant du vin à base d'or. Il exécute également plusieurs de ses partisans, dont Jia Mi, Zhang Hua et Pei Wei

## Prince de Zhao, Sima Lun (300–301)

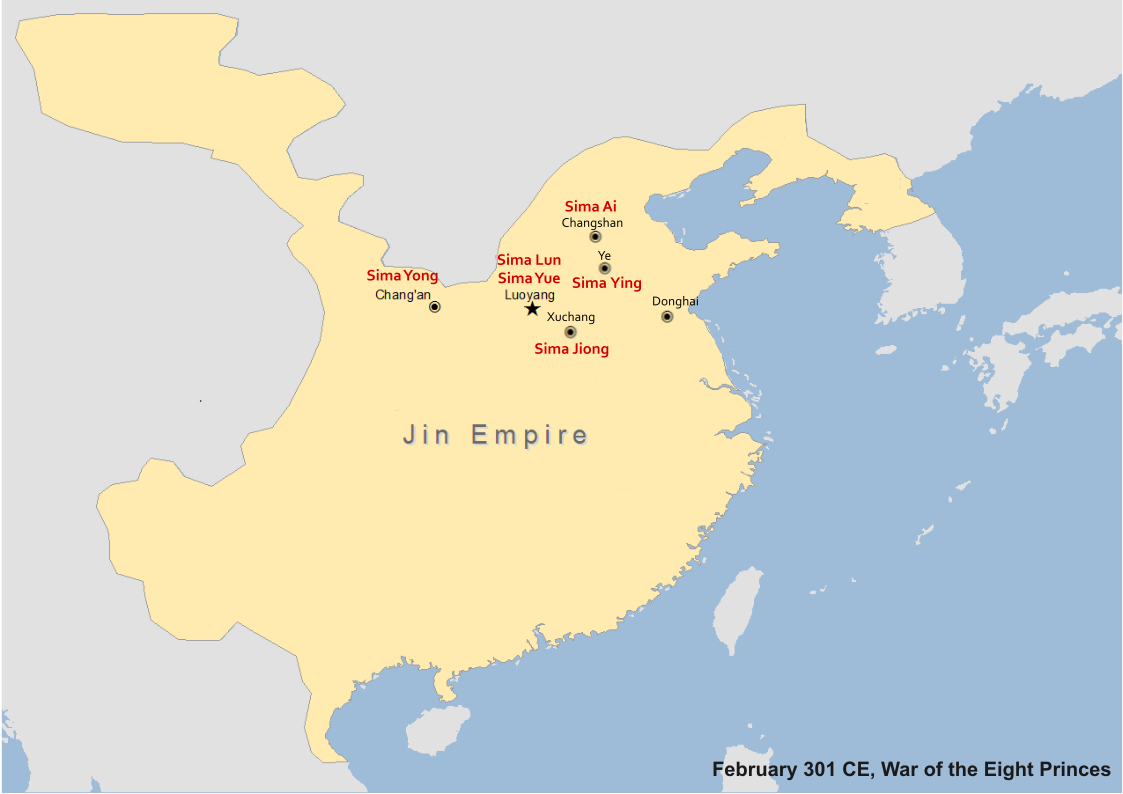
Emplacements des six Princes encore en vie au sein des Huit Princes au moment de l'usurpation de Sima Lun en février 301.

### Usurpation du trône
Sima Lun assure la régence de l'empereur Huidi, mais délègue la plupart de ses pouvoirs à Sun Xiu. Lun et Xiu complotent pour s'emparer du trône, en reproduisant la manière dont Sima Yan avait pris le pouvoir au moment de la fondation de la dynastie Jin. Ils attribuent aux membres de leur famille et à leurs alliés des postes de haut rang et des titres de noblesse, tout en honorant Sima Yu à titre posthume et en recrutant des personnalités célèbres pour leur capacité a administrer, afin de gagner le soutien du peuple. Yang Xianrong, une parente éloignée de Sun Xiu, devient la nouvelle impératrice de l'empereur Huidi.
À l'automne 300, Lun tente de priver Sima Yun, le prince de Huainan, de ses pouvoirs militaires. Yun se rebelle contre Lun a Luoyang avec seulement 700 hommes sous ses ordres. Lun manque d’être dans les combats, mais l'un de ses partisans fait semblant de passer dans le camp de Yun et tue ce dernier, mettant ainsi fin à la rébellion,. Cette révolte fournit à Lun et Sun Xiu un prétexte pour purger leurs rivaux et leurs opposants au sein de la cour. Pendant ce temps, Sima Jiong, le prince de Qi, qui a joué un rôle essentiel dans l'arrestation de l'impératrice Jia, n'est pas satisfait des postes qu'il a obtenus de Lun en récompense pour son aide. Sentant son mécontentement, Lun fait transférer Jiong à Xuchang.
Après la rébellion de Yun, Lun reçoit les neuf sacrements ou Jiu xi. L'année suivante, il affirme dans un rapport que l'esprit de son père, Sima Yi, lui a ordonné de s'installer dans le Palais de l'Ouest (西宮), c'est-à-dire la résidence de l'empereur Huidi. Il falsifie ensuite un édit proclamant que l'Empereur Huidi abdique en sa faveur et il usurpe le trône le 3 février 301.
Pendant la régence de Sima Lun, Zhao Xin, qui est à la fois l'inspecteur de la province de Yi et un parent par alliance de l'impératrice Jia, se rebelle dans sa province, de peur d'être exécuté. Zhao Xin s'allie aux réfugiés qui ont fuit de la rébellion de Qi Wannian. Cependant, au début de l'année 301, ces réfugiés, menés par Li Te, un chef de l'ethnie Ba-Di, le chassent de Chengdu et se soumettent à nouveau aux Jin.

### Coalition des Trois Princes
Peu de temps après l'usurpation du trône par Lun, Sima Jiong se rebelle contre ce dernier et lance un appel a faire campagne contre Sima Lun. Le personnage le plus important a répondre à cet appel est Sima Ying, le prince de Chengdu. Ying est décrit comme beau mais terne d'esprit et ne lisant pas de livres, mais il sait suivre les conseils de son conseiller Lu Zhi pour rallier le peuple à sa cause. Quelque 200 000 soldats, dont les troupes de Sima Ai, le prince de Changshan (qui deviendra ensuite le prince de Changsha), se rassemblent près de sa base à Ye. À Chang'an, Sima Yong commence par envoyer des troupes pour soutenir Lun, mais il finit par se ranger du côté de la coalition, lorsqu'il apprend que les troupes de cette dernière sont plus nombreuses que celles de Lun. En raison de leur prééminence en terme de puissance militaire au sein de la coalition, Jiong, Ying et Yong sont appelés les «Trois Princes» (三王) dans les archives. Mais ils n'en sont pas les seuls membres pour autant. Ainsi, Sima Xin, qui est à la fois le duc de Xinye, un fils de Sima Jun et un frère de Sima Liang, est un autre membre important de la coalition.
Lun réagit en envoyant une armée de 24 000 commandée par Zhang Hong (張泓) et Sun Fu (孫輔) sécuriser les cols permettant d'accéder à Luoyang, et une autre armée de 30 000 hommes commandée par Sun Hui (孫會), pour affronter Sima Ying. Zhang Hong affronte Jiong à Yangdi (陽翟) et lui inflige plusieurs défaites avant que ce dernier ne batte en retraite et n'établisse son camp à Yingyin (潁陰 ). Cependant, une nuit, des troubles se produisent dans le camp de Sun Fu, ce qui le pousse à fuir vers Luoyang. Pour justifier sa fuite, il prétend que Zhang Hong a été vaincu. En réaction à cette nouvelle, Lun rappelle une partie de des troupes commandées par Sun Hui pour défendre Luoyang. Mais lorsqu'il est informé des victoires de Zhang Hong, il renvoie à nouveau ses troupes attaquer Sima Ying. Cependant, à ce moment-là, Jiong a repris l'avantage et repoussé Zhang Hong dans son camp.
Sun Hui attaque Sima Ying à Huangqiao (黃橋), défait l'avant-garde du prince et tuent 10 000 de ses soldats. Ying prévoit de battre en retraite vers Zhaoge, mais Lu Zhi lui conseille de plutôt mener une attaque surprise au petit matin. En effet, Sun Hui et ses hommes, satisfaits de leur récente victoire, n'organisent aucune défense pour le camp. Ying rassemble ses troupes et lance une contre-attaque, écrasant les forces de Hui au nord du fleuve Jaune. L'armée de Ying est donc la première à faire une percée en traversant le fleuve Jaune pour marcher sur Luoyang.
À l'approche des troupes de la coalition, les fonctionnaires et les généraux de la capitale commencent à se retourner contre Sima Lun et Sun Xiu, malgré les tentatives de ces derniers pour étouffer les rapports sur leurs pertes. La défaite de Huangqiao plonge le camp de Sun Xiu dans une grande inquiétude, alors qu'il s’efforce d'élaborer un plan de riposte. Le 30 mai 301, le général de la Garde de gauche marche sur le palais avec ses troupes et arrête Sima Lun. Sun Xiu et de nombreux partisans de Lun sont également capturés et exécutés. Lun passe les jours suivants à se repentir de sa conduite avant d'être contraint de se suicider.
L'empereur Huidi est rétabli dans ses fonctions et célèbre l'événement par une beuverie ininterrompue de cinq jours. Ying est le premier à rejoindre la capitale le 1er juin, suivi de Yong le 7 juin. A cette date, Jiong est encore en train de combattre les troupes de Zhang Hong à Yangdi, et Ying doit envoyer ses soldats pour l'aider. Après la reddition de Zhang Hong et de ses soldats, Jiong entre dans la capitale avec «plusieurs centaines de milliers de soldats en armure, devant lesquels la capitale tremble d'effroi» le 23 juillet.

## Prince de Qi, Sima Jiong (301–303)

### Régence
Le 11 août 301, Sima Jiong reçoit les neuf sacrements et est nommé régent de l'empereur Huidi. Jiong a l'intention de partager la régence avec Sima Ying, mais sur les conseils de Lu Zhi, Ying se retire à Ye pour s'occuper de sa mère malade et confie toutes les responsabilités majeures à Jiong. Une fois arrivé à Ye, Ying met en œuvre de nombreuses politiques populaires pour gagner la confiance du peuple. Il fait envoyer des céréales dans la région de Yangdi, qui est frappée par la famine et dévastée par la guerre. Il fait ensuite construire plus de 8 000 cercueils pour les funérailles en grande pompe de ceux qui sont tombés au combat et fait enterrer plus de 14 000 soldats de Sima Lun. Toutes ces idées lui viennent de Lu Zhi.
En mai 302, le dernier représentant de la lignée de Sima Yu meurt, jetant le trouble sur la ligne de succession. Sima Jiong désigne le neveu de l'empereur, Sima Tan, comme prince héritier, bien que Sima Ying soit un candidat de premier plan. Parallèlement, Sima Yue, prince de Donghai, est nommé à la tête du Secrétariat central. Tout au long de sa régence, Jiong s’aliène bon nombre de ses ministres en raison de sa personnalité arrogante et extravagante. Il rend rarement visite à l'empereur et n'assiste pas aux réunions de la cour, et, malgré de multiples tentatives pour l'amener à changer ses habitudes, il est peu enclin à suivre les conseils de ses partisans.
Le ministre Wang Bao s'inquiète de la puissance militaire des différents princes, estimant qu'ils vont l'utiliser un jour contre Jiong, comme ils l'ont fait avec ses prédécesseurs. Dans une lettre adressée à Jiong, Wang Bao lui demande de renvoyer les princes dans leurs fiefs respectifs et de répartir le contrôle de l'État entre Sima Ying et lui. Jiong est d'abord convaincu, mais lorsque le prince de Changsha, Sima Ai, découvre le plan, il incite Jiong à le rejeter et à faire exécuter Wang Bao.
Peu après la défaite de Lun en mai 301, la cour publie un édit ordonnant aux réfugiés de la province de Yi de retourner dans le nord. Toutefois, nombre d'entre eux, dont Li Te, refusent de s'y conformer. Au cours de l'hiver 301, l'inspecteur provincial Luo Shang déclare la guerre à Li Te.

### Conspiration contre Jiong
Jiong souhaite nommer Li Han, l'un des chefs d'état-major de Sima Yong, au poste de colonel de l'Armée de préparation. Li Han n'ose pas accepter cette nomination, en raison de l'inimitié qui l'oppose à Huangfu Shang, l'un des conseillers de Jiong. Li Han s'enfuit auprès de Yong et conspire avec lui pour se rebeller contre Jiong. Yong est chargé de s'aligner sur Sima Ying, en lui offrant le rôle de prince héritier en remerciement de son soutien public. On lui demande également de forcer Sima Ai, qui se trouve à Luoyang, à le rejoindre afin que Jiong l'exécute et justifie son renversement.
En janvier 303, Yong se rebelle tandis que Ying, malgré l'opposition de Lu Zhi, songe à rejoindre sa révolte. Yong envoie Li Han et Zhang Fang faire campagne contre Jiong, et ceux-ci envoient une proclamation ordonnant à Ai d'attaquer Jiong. Croyant qu'Ai est impliqué, Jiong envoie des troupes pour le tuer, et ce dernier s'enfuit au palais impérial pour se protéger. Là, avec les gardes impériaux et ses propres forces, Ai défend le palais et l'empereur Huidi pendant 3 jours contre les troupes de Jiong, qui ont pénétré à l'intérieur de Luoyang. Le 27 janvier, les propres officiers de Jiong le trahissent et il est capturé et tué.

## Prince de Changsha, Sima Ai (303–304)

### Prise de contrôle de la Cour Impériale
Sima Ai prend le contrôle de la capitale, mais délègue l'autorité à son demi-frère, Sima Ying. L'issue du conflit met un terme aux projets de Sima Yong et de Ying, ce qui frustre les deux princes. Ying, en particulier, n'est pas satisfait de son contrôle limité sur l'État car il partage le pouvoir avec Ai, et les relations entre les deux frères se sont détériorées au fil du temps.
Dans le même temps, l'administration d'Ai ne parvient pas à faire face aux différents mouvements de rébellion qui éclatent a travers l'empire. Dans le sud-ouest, la rébellion de Li Te fait rage malgré la mort de ce dernier. Le long du cours du Yangtsé, des rebelles, composés de réfugiés et d'évadés conduits par Zhang Chang, un chef Man, prennent les armes. Lorsque la cour donne l'ordre à Sima Yong de faire campagne contre Zhang Chang, celui-ci refuse de déplacer ses troupes. Plus tard, lorsque le prince de Xinye, Sima Xin, demande la permission d'envoyer ses troupes, Ai rejete sa demande. En effet, le Prince de Changsha pense que Xin est de connivence avec Ying, avec qui il entretient de bonnes relations, et qu'ils complotent pour se rebeller. Finalement, Xin est tué au combat par les rebelles et la rébellion de Zhang Chang s'étend à toutes les provinces du sud.
Ai emploie également Huangfu Shang comme conseiller, ce qui met Li Han mal à l'aise. Shang a un frère, Huangfu Zhong, qui est inspecteur de la province de Qin; ce qui le met en position de menacer les arrières de Sima Yong dans le Guanzhong. Yong et Li Han complotent pour le faire arrêter, mais il voit clair dans leurs plans et attaque Li Han avec ses troupes. Ai tente de désamorcer la situation en rappelant Li Han à Luoyang et en ordonnant à Zhong de disperser ses troupes, mais Zhong refuse. Finalement, Yong ordonne secrètement à Li Han de faire assassiner Ai. Huangfu Shang découvre leur complot et en informe Ai, qui fait exécuter Li Han.

### Le siège de Luoyang
Après l'échec de la tentative d'assassinat, Yong prépare ses troupes pour la guerre. Au même moment, Sima Ying est en dehors de la capitale, car il est parti réprimer la rébellion de Zhang Chang. Mais lorsqu'il entend parler de la situation à Luoyang et Guanzhong, il part rejoindre Yong avec ses troupes, ignorant une fois de plus les conseils de Lu Zhi. À l'automne 303, Yong envoie une armée de 70 000 hommes commandée par Zhang Fang attaquer la capitale. Ying envoie également une armée de 200 000 hommes, commandée par Lu Ji, marcher sur la capitale.
Contrairement à son habitude, l'empereur Huidi ordonne à ses troupes personnelles d'aider Sima Ai à défendre Luoyang, après avoir nommé ce dernier au poste de "Grand Commandant". Le 21 septembre 303, Ai envoie 10 000 hommes, commandé par Huangfu Shang, contrer Zhang Fang, mais il est vaincu lors d'une attaque surprise. Zhang Fang franchit momentanément les murs de la ville et se livre à un pillage massif avant de se retirer. Pendant ce temps, l'empereur Huidi se déplace constamment et change de base avant de vaincre les troupes de Ying à Goushi (緱氏) le 22 octobre. Cependant, lorsque Shi Chao menace sa position à Goushi, il retourne au palais au bout de quelques jours.
Le 2 novembre, les forces d'Ai battent à nouveau l'armée de Ying à l'extérieur de Luoyang. Le lendemain, Ai prend avec lui l'empereur Hui et affronte personnellement l'armée de Lu Ji aux portes de la ville. Les officiers d'Ai font charger les forces de Lu Ji par plusieurs milliers de cavaliers équipés de hallebardes à double extrémité et leur infligent une lourde défaite. De nombreux officiers de Lu Ji sont tués, et les soldats morts de son armée empilés et obstruent la rivière. Lu Ji parvient à s'échapper, mais il est arrêté et exécuté sur ordre de Ying. Meng Jiu (孟玖) le remplace à la tête des opérations militaires.
Aprés cette victoire, Ai se déplace vers l'ouest pour affronter Zhang Fang. La présence de l'empereur provoque la panique au sein de l'armée de Fang, qui subit une cuisante défaite et perd 5 000 soldats. Zhang Fang rejette les conseils de retraite de ses subordonnés et fait construire des remparts pendant la nuit. Ai pense avoir éliminé Zhang Fang, mais il comprend son erreur lorsqu'il vois les remparts achevés. Il lance une attaque contre ces nouvelles fortifications, mais sans succès.
Les fonctionnaires d'Ai tentent de négocier la paix avec Ying, les deux étant frères. Cependant, lorsqu'on lui propose de partager l'empire entre lui et Ai, il rejette l'offre. Ai écrit personnellement une lettre à Ying pour le persuader, mais Ying n'est prêt a accepter le partage de l'Empire que si Ai exécute Huangfu Shang, ce qu'il refuse de faire.
Zhang Fang fait endommager le barrage de Qianjin (千金堨), coupant ainsi l'approvisionnement en eau de Luoyang. En réponse, Ai convainc l'inspecteur de la province de Yong, Liu Chen, de rejoindre le camp de Yong et d'attaquer Chang'an. Il envoie également Huangfu Shang, avec un édit de l'empereur donnant l'ordre aux généraux qui attaquent Huangfu Zhong de disperser leurs troupes, ce qui lui permettrais d'envoyer des renforts à Luoyang. Cependant, en chemin, Huangfu Shang est capturé et tué.
Ai résiste aux troupes qui assiégent Luoyang jusqu'en mars 304. A ce stade du siège, Zhang Fang a perdu tout espoir de prendre la capitale et envisage de se retirer. Dans le même temps, Sima Yue, le Ministre des Travaux (司空), commence a penser que Ai ne peut qu'échouer à long terme. Le 17 mars, le ministre et un groupe de fonctionnaires kidnappent Ai et l'assignent à résidence. Le lendemain, ils ouvrent les portes et se rendent aux forces ennemies. Cependant, en voyant la faiblesse des effectifs des assiégeants, les troupes de la capitale regrettent de s'être rendues et commencent a comploté pour libérer Ai. Craignant les conséquences d'une éventuelle fuite d'Ai, Yue décide de le livrer à Sima Yong le plus vite possible, afin d'éviter que Ai n'ait le temps de s'évader. Lorsque Yong réceptionne le prisonnier, il envoie ses chaleureux remerciements au Ministre des Travaux, avant d'enterrer vivant Sima Ai.
Bien qu'Ai soit vaincu, Yong est toujours menacé par Liu Chen, tandis que Huangfu Zhong continue à résister dans sa ville de Jicheng (冀城). Yong rappelle Zhang Fang pour s'occuper de Liu Chen, qui a vaincu une armée en route vers Chang'an. Sur le chemin du retour, Zhang Fang s'empare de plus de 10 000 femmes esclaves à Luoyang qu'il fait tuer et transformer en viande hachée, qu'il utilise pour nourrir ses hommes. Liu Chen inflige plusieurs défaites successives à Yong et 5 000 de ses soldats réussissent à pénétrer dans Chang'an. Cependant, il tarde à tirer parti de son succès et les soldats qui ont pris le contrôle de Chang'an sont finalement tués tandis que Zhang Fang arrive juste à temps pour le vaincre et le capturer.

## Prince de Chengdu, Sima Ying (304–305)

### Le nouveau Prince Héritier
Après la mort de Sima Ai, Sima Ying s'arroge le poste de Premier ministre et nomme Sima Yue au poste de Président du Secrétariat d'État. Malgré ses nouvelles fonctions, Ying laisse l'empereur Huidi à Luoyang, laissant derrière lui une armée de 50 000 hommes commandée par Shi Chao, tandis qu'il retourne à sa base de Ye. En avril 304, il emprisonne l'impératrice Yang Xianrong et destitue son neveu Sima Tan de son rang de prince héritier. Le 1er mai, Ying devient le nouveau prince héritier et son pouvoir est décrit par les chroniqueurs chinoins comme équivalent à celui de Cao Cao à la fin de la dynastie Han. Sima Yong a également été nommé grand gouverneur et grand commandant. En tant que prince héritier, Ying serait devenu plus effronté et extravagant dans ses actions et aurait été enclin au favoritisme, ce qui lui aurait fait perdre une partie du soutien de ses partisans.

### La bataille de Dangyin

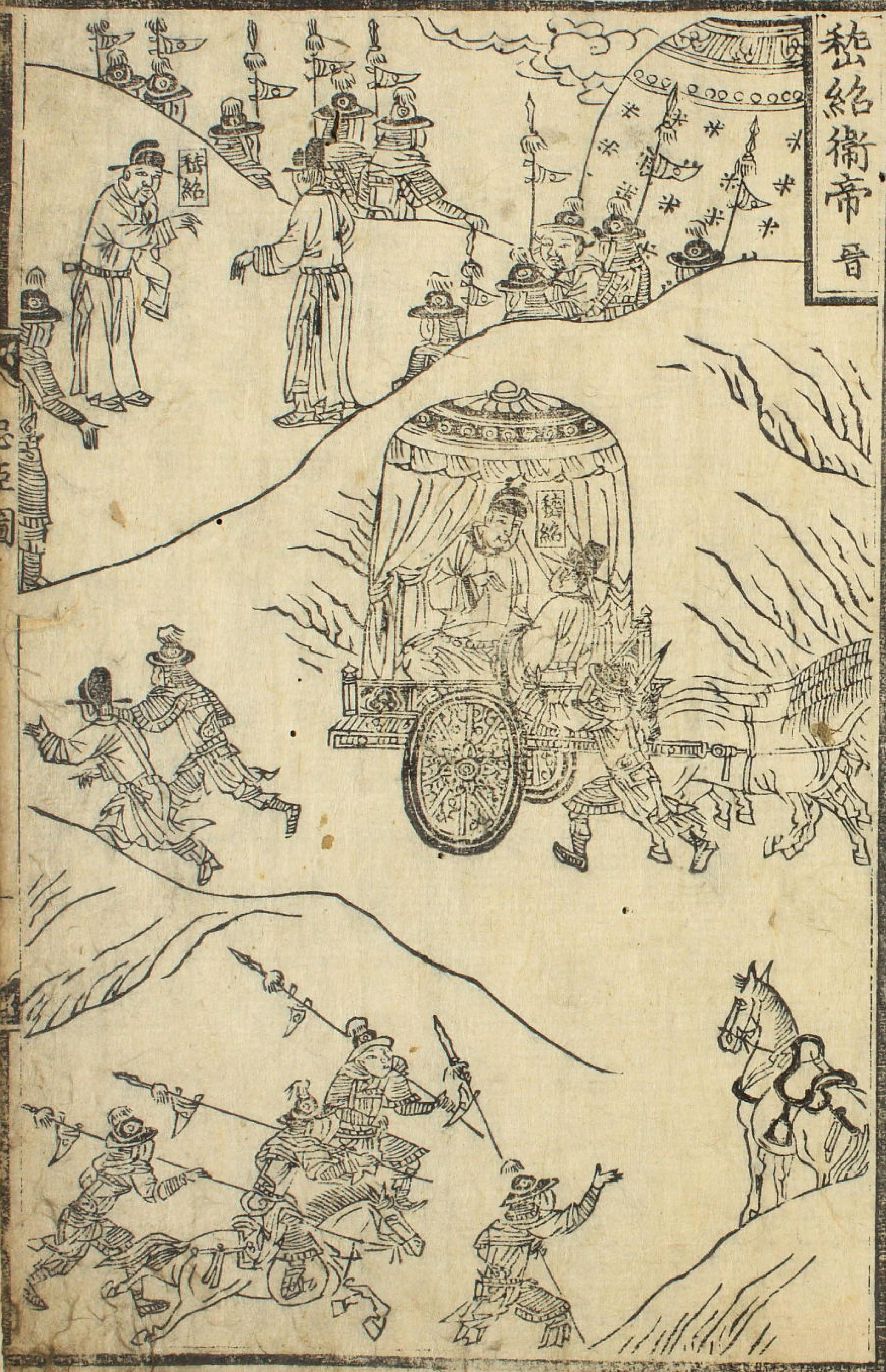
Représentation de la bataille de Dangyin, extraite du Samgang Haengsil-to (삼강행실도). La bataille est surtout connue pour le sacrifice de Ji Shao, représenté ici au centre du dessin, alors qu'il protège l'empereur Huidi contre les soldats de Sima Ying.

Le 17 août 304, Sima Yue se rebelle à Luoyang et rétablit Yang Xianrong et Sima Tan dans leurs fonctions respectives, tandis que Shi Chao et ses hommes s'enfuient à Ye. Il rassemble une armée de plus de 100 000 hommes à Anyang et marche sur la capitale pour attaquer Ying, emmenant avec lui l'empereur Huidi. En chemin, Yue reçois des informations éronées qui lui font croire que les soldats présent à Ye se sont dispersés, si bien qu'il prévois peu de moyens pour se défendre contre une éventuelle attque énnemie.
Le 9 septembre de la même année, Shi Chao affronte Yue lors de la bataille de Dangyin et lui inflige une cuisante défaite. L'empereur est blessé au combat et capturé par Shi Chao. Yue s'enfuit à Xiapi, puis dans son fief de Donghai, tandis que ses alliés se retirent à Luoyang avec Sima Tan.

### Le sac de Ye
Yue vaincu, Ying projette alors d'éliminer le contrôleur en chef de la province de You, Wang Jun. C'est un ancien partisan de l'impératrice Jia, qui a refusé de se joindre à la coalition contre Sima Lun. Ying envoie un général pour l'assassiner, mais lorsque le complot est découvert, Wang Jun se rebelle et s'allie à Sima Teng, un frère de Sima Yue qui occupe le poste d'inspecteur de la province de Bing. Signe des temps, l'armée de Wang Jun est composée de nombreux soldats Xianbei et Wuhuan, car il a contracté des alliances avec les peuples nomades sédentarisés de force vivant à proximité, en particulier les Duan-Xianbei. Ying réagit en envoyant ses généraux mater les rebelles.
Yong envoie Zhang Fang pour aider Sima Ying, mais lorsqu’il apprend que l'empereur Hui se trouve à Ye, il ordonne à Fang d'occuper Luoyang à la place. Sima Tan est toujours responsable de la capitale, mais le véritable détenteur du pouvoir est son général, Shangguan Si (上官巳). Une fois arrivé à proximité de Luoyang, Zhang Fang engage le combat contre Shangguan Si et lui inflige une cinglante défaite, forçant ce dernier à se replier à l'intérieur de la ville. Une nuit, Sima Tan prend la tête des troupes qui lui sont fidéle et attaque Shangguan Si, puis le chasse de Luoyang. Il accueille ensuite Zhang Fang à l'intérieur de la capitale, mais ce dernier le dépose rapidement ainsi que Yang Xianrong.
Ying a sous ses ordres un général nommé Liu Yuan, qui est un noble des Cinq Divisions (五部), des descendants des Xiongnu du Sud de la province de Bing. Voyant que les princes Chinois sont distraits par leur guerre civile, ils commencent à préparer une rébellion. Liu Yuan convainc son prince de le renvoyer auprès des Cinq Divisions, afin qu'il puisse les rallier et les amener en renfort contre Wang Jun et Sima Teng. Au lieu de cela, après son arrivée à Bing, les Cinq Divisions font de Liu Yuan leur Grand Chanyu et, plus tard, le Roi du Han Zhao. Ses forces atteignent plus de 50 000 hommes et ne cessent de croître à mesure que les paysans chinois et les tribus non chinoises le rejoignent, unis dans leur ressentiment à l'égard des Jin, à la suite des guerres civiles et des famines,.
Dans le même temps, Wang Jun et Sima Teng remportent une série de victoires sur leur route vers Ye. Lorsque leurs forces atteignent la périphérie de la ville, les habitants de Ye sont terrifiés et commencent à fuir. Lu Zhi demanda à Ying d'utiliser les 15 000 soldats en armure lourde qui lui reste pour escorter l'empereur Huidi de Jin jusqu'à Luoyang; mais le matin de leur départ, ces troupes désertent. En l'absence de chevaux et de porteurs, Ying et l'empereur Huidi doivent fuir sur des charrettes tirées par des veaux. Les forces de Wang Jun entrent dans Ye et mettent la ville à sac. Ses soldats Xianbei se livrent à des pillages massifs et enlèvent de nombreuses femmes de la ville.
Dans le sud-ouest de la Chine, Li Xiong, le fils de Li Te, crée l'État Ba-Di de Cheng Han en 304. Au sud du Yangtsé, les forces Jin parviennent à vaincre et à capturer Zhang Chang, malgré une rébellion qui s'étend à plusieurs provinces.

### Captivité à Luoyang
Ying et l'empereur réussisent à atteindre Luoyang, mais comme ils ont très peu de soldats avec eux pour les protéger, ils ne sont pas de taille face à Zhang Fang, qui s'empare de l'empereur Huidi. Pendant une courte période, Zhang Fang est chargé des affaires de l'État. Il reste encore quelques mois à Luoyang, mais ses soldats s'impatientent et lui suggèrent de déplacer l'empereur à Chang'an. Le 14 décembre 304, Zhang Fang oblige l'empereur Huidi à rester sur les remparts qu'il a construits pendant sa guerre contre Sima Ai, pendant que ses hommes pillent les palais de la capitale. Il envisage également de les brûler, mais Lu Zhi le persuade de ne pas le faire.
Trois jours plus tard, Zhang Fang amene l'empereur Huidi, Ying et leur suite à Chang'an. Yong accueille l'empereur et le place sous sa tutelle. Le 4 février 305, Yong publie un édit déposant Ying en tant que prince héritier, au profit du prince de Yuzhang, Sima Chi.

## Prince de Hejian, Sima Yong (305–306)

### Les Cours de l'Ouest et de l'Est
Peu de temps aprés, Sima Yong nomme Sima Yue au poste de Grand Tuteur, dans l'espoir de résoudre le conflit existant entre eux. Yong accorde également aux frères de Yue, Sima Lue et Sima Mo, le commandement militaire de Luoyang pour le premier et de la province de Ji pour le second. Yue refuse ce poste, mais malgré tout, il semble que les deux parties sont parvenues à un accord. À la suite du départ de Wang Jun de Ye, Yue envoie Mo pour garder la ville, tandis que Lue reste à son poste de commandant de la province de Qing. Voyant que de nombreuses régions de l'empire ont été dévastées par les guerres et les rébellions, Yong publie un édit encourageant visant a promouvoir la paix et l'entente entre les différentes factions. Dans un autre édit, il se nomme commandant de toutes les forces militaires impériales.
Bien que l'empereur Hui se trouve désormais à Chang'an, les ministres influents, Xun Fan, Liu Tun et Zhou Fu, restent à Luoyang pour y diriger une cour séparée. On se retrouve donc dans une situation ou deux cours gouvernent l'empire : Chang'an est la « Cour occidentale » (西臺) ou Cour de l'Ouest, tandis que Luoyang est la « Cour orientale » (東臺), ou Cour de l'Est. La Cour de l'Est rétablit Yang Xianrong comme impératrice, mais l'année suivante, elle est destituée par Zhang Fang.
Depuis 303, Huangfu Zhong résiste à Sima Yong depuis son bastion de Jicheng, ce bien aprés l'exécution de Sima Ai. Au moment ou Yong et Yue se partagent de facto l'empire, il envoie son fils Huangfu Chang (皇甫昌) rencontrer Sima Yue et lui demander des renforts. Yue refuse, car il vient juste de faire la paix avec Yong. Chang se rend donc à Luoyang, muni d'un faux édit de Yue, afin de lancer une campagne contre Yong. Après avoir restauré Yang Xianrong en tant qu'impératrice, il prétend qu'elle a ordonné aux fonctionnaires de Luoyang d'attaquer Zhang Fang et de ramener l'empereur dans l'ancienne capitale. Au début, ceux-ci sont prêts à se ranger du côté de Chang, mais lorsqu'ils apprennent que l'édit est un faux fabriqué de toutes pièces, ils font tuer Chang. Peu de temps aprés, les habitants de Jicheng se soulévent et tuent Huangfu Zhong avant de se rendre, et Yang Xianrong est à nouveau déposée.

### Coalition des armées de l'Est
Vers le mois d'août 305, Sima Yue envoie une proclamation dans les régions situées à l'est de Luoyang, appelant à lancer une campagne militaire contre Yong. Il affirme que Zhang Fang a déplacé de force l'empereur Huidi à Chang'an et qu'il veut le ramener à Luoyang. Ses frères et plusieurs autres gouverneurs importants, tels que Wang Jun et Sima Xiao, se joignent à lui, et il commence également à distribuer de nouvelles nominations à ses alliés sans l'assentiment de l'empereur. Parmi les armées de l'Est, seuls l'inspecteur de la province de Yu, Liu Qiao, et l'inspecteur autoproclamé de la province de Yan, Sima Mao, se rangent du côté de Sima Yong. Cette volte-face a lieu après que Yue ait tenté de les démettre de leurs fonctions vers septembre, Liu Qiao accusant le prince d'avoir outrepassé son autorité.
Dans la région du Hebei, où Sima Ying est encore vus comme une figure vénérée, les habitants sot contrarié par la décision de Yong de l'écarter du pouvoir. Gongshi Fan, un général de Ying, profite de ce ressentiment pour se rebeller. Un berger, Ji Sang, et un ancien esclave de Jie, Shi Le, se joignent à lui. Pour étouffer la rébellion, Yong envoie Sima Ying et Lu Zhi à Ye, à la tête d'une troupe de 1 000 soldats.
Liu Qiao envoie ses troupes bloquer la progression de Yue vers l'ouest dans le Xian de Xiao. Le 20 novembre, Yong nomme Zhang Fang commandant d'une troupe de 100 000 hommes et l'envoie assister Liu Qiao. Peu de temps après, Liu Qiao s'empare de Xuchang aux dépens de Sima Xiao, ce qui pousse ce dernier à s'enfuir dans la province de Ji. À la suite de ces premiers revers, Chen Min, un des généraux de Yue, reçoit l'autorisation de se rendre à l'est pour recruter davantage de soldats. Cependant, une fois sur place, Chen se rebelle et prend le contrôle de la région de Jiangnan.
À Luoyang, une autre rébellion éclate, qui permet à Yang Xianrong de redevenir  impératrice. Mais elle est rapidement vaincue, puis à nouveau destituée. Voyant qu'elle est utilisée comme un atout politique contre lui, Yong forge un édit de l'empereur ordonnant à la Cour de l'Est de l'exécuter. Cependant, Liu Tun et les autres habitants de Luoyang s'y opposent et, après avoir échoué à arrêter Liu Tun, il abandonne son idée.
Dans la province de Ji, Sima Xiao reçoit de Wang Jun des troupes de cavalerie d'élite d'origine Xianbei et Wuhuan. Avec ces renforts, Xiao et son général Liu Kun, lancent en janvier 306 une contre-attaque réussie contre les troupes de Yong et Liu Qiao, tuant Shi Chao à Xingyang. Les forces de Xiao mettent ensuite en déroute Sima Mao à Linqiu (廩丘) et l'obligent à fuir vers son fief de Dongping. Ils remportent ensuite une grande victoire sur Liu Qiao à la commanderie de Qiao, provoquant l'effondrement de son armée.
Au début de l'année 306, l'administrateur Liu Bogen (劉柏根) s'autoproclame duc de Jian et prend brièvement le contrôle de la province de Qing. Il est rapidement vaincu, mais l'un de ses partisans, Wang Mi, s'échappe au mont Zhangguang (長廣山) et devient un bandit, qui gagne rapidement des partisans.
Après la défaite de Liu Qiao, Yong veut à tout prix conclure la paix avec Yue, mais Zhang Fang lui conseille de continuer à se battre. En réponse, Yong fait exécuter Zhang et envoie sa tête à Yue dans le cadre d'une offre de paix. Yue l'ignore et utilise ladite tête pour convaincre les autres généraux de Yong de se rendre. Il envoie ensuite ses généraux attaquer Chang'an.
Les armées de Sima Yong et Sima Yue s'affrontent au centre de l'actuelle province du Henan. Dans un premier temps, la victoire sourit à Sima Yong, mais l'arrivée de renforts dirigés par Sima Chu, le prince de Fanyang, renverse le cours de la bataille. Vaincu, Yong s'enfuit seul au mont Taibai tandis que les soldats Xianbei de Chu mettent la ville à sac, tuant environ 20 000 personnes. Le 11 juin 306, l'empereur Huidi est renvoyé à Luoyang et y arrive le 28 juin. Yong revient rapidement et reprend Chang'an, mais à ce moment-là, la ville est la seule place forte qu'il contrôle. Les deux camps sont face à face et la situation s'enlise.

## Conclusion: Prince de Donghai, Sima Yue (306–311)

### Mort de l'Empereur Hui
Sima Yue est le dernier des huit princes à prendre le contrôle de la cour impériale. Après l'arrivée de l'empereur Hui à Luoyang, Yue est nommé grand tuteur et responsable des affaires des maîtres de l'écriture. Le 8 janvier 307, l'empereur Huidi meurt après avoir consommé du pain empoisonné. On ne sait pas exactement si Yue est impliqué dans sa mort. L'empereur Huidi est remplacé par son demi-frère, Sima Chi, connu à titre posthume sous le nom d'empereur Jin Huaidi.
L'empereur Huaidi est considéré comme un homme intelligent et, comparé à l'empereur Huidi, il a plus de poids et est plus actif dans la gestion des affaires de l'État. Yue soutient l'accession de Huaidi au trône, rejette les appels à le remplacer par Sima Tan, un enfant de Huidi, et va même jusqu'à faire exécuter Tan. Cependant, Yue se méfie également des capacités du nouvel empereur et n'est probablement pas sûr de sa propre position en raison des divers coups d'État et guerres civiles qui ont entraîné la chute de ses prédécesseurs au cours des dernières années. En mai 307, Yue part de Luoyang pour Xuchang, en laissant l'empereur Huaidi à la capitale. Après quoi il affecte ses propres frères, Sima Teng, Sima Mo et Sima Lue, à la garde de sites stratégiques dans tout l'empire: Teng est transféré à Ye dans le Hebei, Mo est en garnison à Chang'an dans le Guanzhong, et Lue est déplacé à Xiangyang dans la province de Jing.

### Mort de Sima Ying
Avant ces changements, Sima Ying avait reçu l'ordre de rester en garnison à Ye, pour mater la révolte de Gongshi Fan. Cependant, il n'arrive pas à traverser Luoyang à cause des troupes de Yue et décide de retourner à Chang'an. Après la défaite de Yong, Yue publie un édit demandant l'arrestation de Ying. Ying et Lu Zhi tentent de fuir vers le sud mais sont interceptés. Ils envisagent alors de rejoindre Gongshi Fan, mais Sima Xiao rattrape ying à Ye et l'appréhende.
Vers novembre ou décembre 306, Sima Xiao meurt de causes naturelles. Le conseiller de Xiao, Liu Yu, craint que sa mort n'encourage les habitants de Ye à se rebeller et à choisir Ying comme chef. Il forge donc un faux édit ordonnant l'exécution de Ying et le tue pendant la nuit. Lu Zhi enterre Ying et prend un poste important auprès de Sima Yue. Gongshi Fan est également vaincu et tué par Gou Xi, un général de Yue, mais ses subordonnés, Ji Sang et Shi Le, réussisent à s'enfuir.

### Mort de Sima Yong
Sima Yong reste à Chang'an jusqu'en décembre 306 ou janvier 307. À cette date, Yue cherche à rétablir la paix en publiant un édit nommant Yong au poste de Ministre des Masses (司徒). Yong croit que les intentions de Yue sont sincères et quitte Chang'an pour Luoyang. Cependant, en chemin, il est intercepté à Xin'an par un général de Sima Mo, le prince de Nanyang. Yong est étranglé dans son chariot, tandis que toute sa famille est exécutée.

## Conséquences

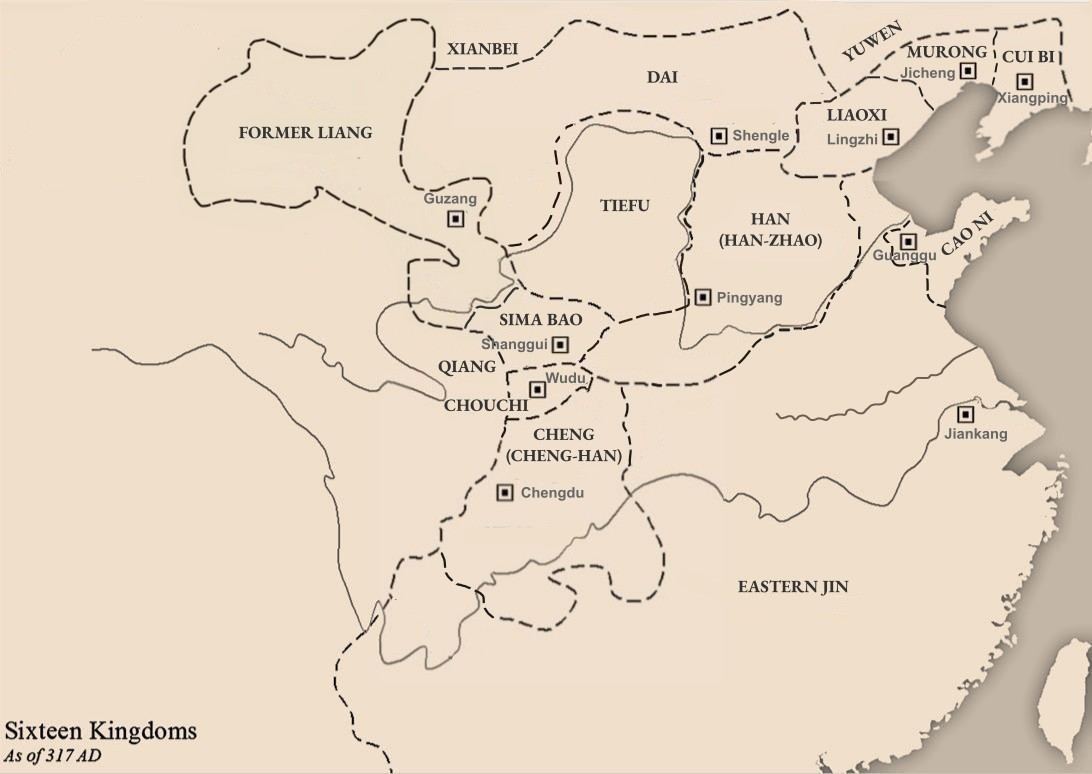
La situation en l'an 317

En 307, même si d'autres princes sont toujours en vie, la prééminence de Sima Yue est incontestable. Mais sa victoire est de courte durée, car il doit faire face aux diverses rébellions qui se déroulent dans tout l'empire. Chen Min est renversé par les clans de la noblesse du Jiangnan, qui rendent rapidement le contrôle de la région aux Jin. Ji Sang et Shi Le pillent Ye en 307, tuant Sima Teng au passage, tandis que Wang Mi sème le chaos dans la Grande plaine de Chine du Nord, allant jusqu'à occuper Xuchang et assiéger Luoyang en 308. Bien que Yue finisse par réussir à réprimer leurs rébellions, Shi Le et Wang Mi réussissent à s'enfuir et, avec leurs derniers soldats, ils se mettent au service des Xiongnu du royaume de Han Zhao. Ensemble, ils envahissent la plupart des terres situées au nord du fleuve Jaune. Dans le même temps, au Sichuan, les Jin échouent à détruire le royaume de Cheng Han de Li Xiong.
Sima Yue retourne à Luoyang en 309, période durant laquelle il prend des mesures pour resserrer son emprise sur la cour. Il envoie 3 000 soldats en armure lourde arrêter et exécuter les courtisans favoris de l'empereur Jin Huaidi. Il congédie ensuite les gardes du palais, qui ont participé à de nombreux coups d'État depuis le début des troubles, et les remplace par des soldats de son propre fief. À cette époque, Luoyang est frappée par une famine meurtrière et attaquée à deux reprises par les forces du Han Zhao. Pour riposter à ces attaques, Yue décide de marcher contre le Han Zhao avec une armée impériale forte de 40 000 hommes. Il se rend avec ses hommes au camp du Xian de Xiang (項縣), laissant derrière lui une capitale faiblement défendue, malgré les objections de l'empereur Huaidi. L'empereur est également laissé à Luoyang, sous la surveillance d'hommes en qui Yue à toute confiance.
Cette décision marque le point de rupture dans leur relation, car Huaidi commence à comploter pour destituer Yue. Il prend contact avec le commandant en second de Yue, Gou Xi, qui s'est également brouillé avec le prince, mais leurs plans sont finalement découverts. Yue veut attaquer Gou Xi, mais il était tellement accablé par le stress qu'il tombe malade et meurt peu de temps après, le 23 avril 311. L'armée impériale, forte de 100 000 hommes, ne sait pas comment procéder. Elle choisit à la hâte le ministre de Yue, Wang Yan, comme chef temporaire, et décide de commencer par organiser les funérailles du prince dans son fief. Cependant, le cortège funèbre est rattrapé par Shi Le et vaincu lors de la bataille de Ningping. L'armée impériale est anéantie et les corps des fonctionnaires et des soldats sont entassés les uns sur les autres jusqu'à former un monticule, aucun loyaliste Jin n'ayant survécu aux combats. Après la destruction de la principale force Jin présente au nord de la Chine, les troupes du Han Zhao marchent sur Luoyang, mal défendue et frappée par la famine. Ils prennent facilement et pillent la ville et capturent l'empereur Huaidi le 13 juillet 311 ; un événement connu sous le nom de "désastre de Yongjia (en)". Gou Xi est également vaincu et capturé par Shi Le dans le Xian de Mengcheng en octobre de la même année.
La dynastie des Jin occidentaux survit encore cinq ans, grâce à la restauration impériale dirigée par l'empereur Jin Mindi, un neveu de l'empereur Huaidi, qui se proclame empereur à Chang'an peu après la capture de Huaidi. Cependant, son régne et la dynastie Jin s'achévent à la fin de l'an 316, lorsque les troupes du Han Zhao s'emparent de Chang'an. Le clan Sima réussi à survivre en fondant la Dynastie Jin de l'Est à Jiankang, dans le sud de la Chine, pendant que la majeure partie de la Chine du Nord tombe sous la domination d'un ensemble d'États éphémères, les Seize Royaumes.
La guerre des huit Princes a ravagé le cours inférieur du fleuve Jaune et les plaines du nord de la Chine, soit le cœur économique traditionnel de la Chine. Cette dévastation, couplée avec les invasions ultérieures, conduit à des transferts de population à grande échelle de la Chine du nord vers celle du Sud et à des changements économiques majeurs au profit du bassin du Sichuan. Ces mouvements de population sont aussi un facteur majeur de la sinisation du sud de la Chine. Par exemple, à l'heure actuelle, les habitants de la province du Fujian sont en grande partie les descendants des réfugiés venu du Nord de la Chine lors de la chute des Jin; ainsi que le montrent les similitudes entre les langues Min et le vieux chinois.